# Llista d'asteroides (373001-374000)
Llista d'asteroides del 373.001 al 374.000, amb data de descoberta i descobridor. És un fragment de la llista d'asteroides completa. Als asteroides se'ls dona un número quan es confirma la seva òrbita, per tant apareixen llistats aproximadament segons la data de descobriment.

## 373001-373100
| Nom    | Designació provisional | Data de descobriment   | Lloc de descobriment | Descobridor/s     |
| ------ | ---------------------- | ---------------------- | -------------------- | ----------------- |
| 373001 | 2011 CW96              | 3 d'octubre de 2008    | Kitt Peak            | Spacewatch        |
| 373002 | 2011 CD97              | 25 d'octubre de 2009   | Kitt Peak            | Spacewatch        |
| 373003 | 2011 CF106             | 25 de desembre de 2005 | Kitt Peak            | Spacewatch        |
| 373004 | 2011 CP107             | 1 de febrer de 2006    | Mount Lemmon         | Mt. Lemmon Survey |
| 373005 | 2011 DA                | 28 de gener de 2011    | Mount Lemmon         | Mt. Lemmon Survey |
| 373006 | 2011 DG2               | 5 de setembre de 2008  | Kitt Peak            | Spacewatch        |
| 373007 | 2011 DL2               | 25 de setembre de 2008 | Mount Lemmon         | Mt. Lemmon Survey |
| 373008 | 2011 DT3               | 28 de setembre de 2003 | Anderson Mesa        | LONEOS            |
| 373009 | 2011 DV5               | 30 de març de 2000     | Kitt Peak            | Spacewatch        |
| 373010 | 2011 DP8               | 25 d'abril de 2006     | Kitt Peak            | Spacewatch        |
| 373011 | 2011 DU8               | 25 d'abril de 2007     | Mount Lemmon         | Mt. Lemmon Survey |
| 373012 | 2011 DF9               | 8 de febrer de 2002    | Kitt Peak            | Spacewatch        |
| 373013 | 2011 DW9               | 2 d'abril de 2006      | Kitt Peak            | Spacewatch        |
| 373014 | 2011 DU10              | 5 de febrer de 2010    | WISE                 | WISE              |
| 373015 | 2011 DC13              | 4 de setembre de 2008  | Kitt Peak            | Spacewatch        |
| 373016 | 2011 DO14              | 24 de gener de 2007    | Mount Lemmon         | Mt. Lemmon Survey |
| 373017 | 2011 DR20              | 4 de gener de 2011     | Mount Lemmon         | Mt. Lemmon Survey |
| 373018 | 2011 DE30              | 17 de setembre de 2004 | Kitt Peak            | Spacewatch        |
| 373019 | 2011 DK35              | 1 d'octubre de 2005    | Catalina             | CSS               |
| 373020 | 2011 DA36              | 10 de gener de 2006    | Kitt Peak            | Spacewatch        |
| 373021 | 2011 DO37              | 8 d'octubre de 2004    | Kitt Peak            | Spacewatch        |
| 373022 | 2011 DO39              | 7 de gener de 2006     | Mount Lemmon         | Mt. Lemmon Survey |
| 373023 | 2011 DF40              | 28 de setembre de 1997 | Kitt Peak            | Spacewatch        |
| 373024 | 2011 DA41              | 14 de febrer de 2005   | Kitt Peak            | Spacewatch        |
| 373025 | 2011 DG41              | 10 de març de 2005     | Mount Lemmon         | Mt. Lemmon Survey |
| 373026 | 2011 DD45              | 3 de febrer de 2001    | Kitt Peak            | Spacewatch        |
| 373027 | 2011 DM50              | 10 de desembre de 2004 | Socorro              | LINEAR            |
| 373028 | 2011 EF2               | 31 de gener de 2006    | Kitt Peak            | Spacewatch        |
| 373029 | 2011 EZ7               | 28 de setembre de 2008 | Mount Lemmon         | Mt. Lemmon Survey |
| 373030 | 2011 EM8               | 30 d'agost de 2005     | Kitt Peak            | Spacewatch        |
| 373031 | 2011 EF12              | 3 de novembre de 2010  | Mount Lemmon         | Mt. Lemmon Survey |
| 373032 | 2011 EM23              | 30 d'octubre de 2005   | Catalina             | CSS               |
| 373033 | 2011 EO25              | 3 de març de 2005      | Catalina             | CSS               |
| 373034 | 2011 EH26              | 9 d'octubre de 2004    | Kitt Peak            | Spacewatch        |
| 373035 | 2011 EJ27              | 22 de desembre de 2005 | Catalina             | CSS               |
| 373036 | 2011 EU28              | 21 d'octubre de 2008   | Mount Lemmon         | Mt. Lemmon Survey |
| 373037 | 2011 ER30              | 15 de gener de 2005    | Kitt Peak            | Spacewatch        |
| 373038 | 2011 EO37              | 6 de març de 2011      | Kitt Peak            | Spacewatch        |
| 373039 | 2011 EK42              | 1 de febrer de 2006    | Mount Lemmon         | Mt. Lemmon Survey |
| 373040 | 2011 EV51              | 4 d'octubre de 2002    | Socorro              | LINEAR            |
| 373041 | 2011 EB53              | 16 d'abril de 2010     | WISE                 | WISE              |
| 373042 | 2011 ES54              | 30 de juny de 1997     | Kitt Peak            | Spacewatch        |
| 373043 | 2011 EL55              | 7 d'octubre de 2005    | Catalina             | CSS               |
| 373044 | 2011 EM59              | 8 de gener de 2010     | Mount Lemmon         | Mt. Lemmon Survey |
| 373045 | 2011 EM60              | 31 de maig de 2001     | Kitt Peak            | Spacewatch        |
| 373046 | 2011 EV62              | 21 de maig de 2006     | Kitt Peak            | Spacewatch        |
| 373047 | 2011 EU65              | 29 d'octubre de 2005   | Kitt Peak            | Spacewatch        |
| 373048 | 2011 EF66              | 10 d'octubre de 1999   | Kitt Peak            | Spacewatch        |
| 373049 | 2011 EZ66              | 9 d'octubre de 2004    | Socorro              | LINEAR            |
| 373050 | 2011 EB72              | 9 de desembre de 2004  | Kitt Peak            | Spacewatch        |
| 373051 | 2011 EK74              | 8 de març de 2005      | Kitt Peak            | Spacewatch        |
| 373052 | 2011 EG81              | 7 de febrer de 2006    | Mount Lemmon         | Mt. Lemmon Survey |
| 373053 | 2011 EA82              | 4 d'octubre de 2004    | Kitt Peak            | Spacewatch        |
| 373054 | 2011 EA84              | 24 de març de 2006     | Kitt Peak            | Spacewatch        |
| 373055 | 2011 EQ85              | 3 de desembre de 2004  | Anderson Mesa        | LONEOS            |
| 373056 | 2011 FE                | 6 de setembre de 2008  | Kitt Peak            | Spacewatch        |
| 373057 | 2011 FA7               | 2 d'octubre de 2008    | Mount Lemmon         | Mt. Lemmon Survey |
| 373058 | 2011 FK10              | 3 de març de 2006      | Mount Lemmon         | Mt. Lemmon Survey |
| 373059 | 2011 FY10              | 13 de gener de 2002    | Socorro              | LINEAR            |
| 373060 | 2011 FT15              | 24 de setembre de 2009 | Mount Lemmon         | Mt. Lemmon Survey |
| 373061 | 2011 FV27              | 23 de setembre de 2008 | Kitt Peak            | Spacewatch        |
| 373062 | 2011 FM34              | 27 de setembre de 2009 | Mount Lemmon         | Mt. Lemmon Survey |
| 373063 | 2011 FC37              | 2 de març de 2006      | Kitt Peak            | Spacewatch        |
| 373064 | 2011 FJ37              | 14 de febrer de 2005   | Kitt Peak            | Spacewatch        |
| 373065 | 2011 FC41              | 15 de gener de 2005    | Kitt Peak            | Spacewatch        |
| 373066 | 2011 FT43              | 1 de desembre de 2003  | Kitt Peak            | Spacewatch        |
| 373067 | 2011 FD51              | 3 de març de 2005      | Catalina             | CSS               |
| 373068 | 2011 FV55              | 15 de març de 1997     | Kitt Peak            | Spacewatch        |
| 373069 | 2011 FD63              | 5 d'abril de 2000      | Socorro              | LINEAR            |
| 373070 | 2011 FW65              | 8 d'octubre de 2008    | Kitt Peak            | Spacewatch        |
| 373071 | 2011 FU66              | 2 d'abril de 2005      | Catalina             | CSS               |
| 373072 | 2011 FJ69              | 17 de desembre de 2009 | Mount Lemmon         | Mt. Lemmon Survey |
| 373073 | 2011 FE72              | 11 de febrer de 2011   | Catalina             | CSS               |
| 373074 | 2011 FM74              | 16 de setembre de 2004 | Kitt Peak            | Spacewatch        |
| 373075 | 2011 FU81              | 28 de gener de 2006    | Kitt Peak            | Spacewatch        |
| 373076 | 2011 FE82              | 11 d'abril de 2005     | Kitt Peak            | Spacewatch        |
| 373077 | 2011 FH88              | 10 de desembre de 2004 | Kitt Peak            | Spacewatch        |
| 373078 | 2011 FE90              | 1 de febrer de 2000    | Kitt Peak            | Spacewatch        |
| 373079 | 2011 FB91              | 20 de febrer de 2006   | Kitt Peak            | Spacewatch        |
| 373080 | 2011 FJ95              | 9 d'abril de 2006      | Kitt Peak            | Spacewatch        |
| 373081 | 2011 FL95              | 8 de juny de 2007      | Kitt Peak            | Spacewatch        |
| 373082 | 2011 FA97              | 17 d'octubre de 2003   | Kitt Peak            | Spacewatch        |
| 373083 | 2011 FZ97              | 5 de març de 1994      | Kitt Peak            | Spacewatch        |
| 373084 | 2011 FL102             | 27 de novembre de 2009 | Mount Lemmon         | Mt. Lemmon Survey |
| 373085 | 2011 FD120             | 9 d'abril de 2005      | Kitt Peak            | Spacewatch        |
| 373086 | 2011 FR126             | 12 de desembre de 2004 | Kitt Peak            | Spacewatch        |
| 373087 | 2011 FM130             | 13 de gener de 2005    | Kitt Peak            | Spacewatch        |
| 373088 | 2011 FO132             | 9 d'octubre de 2008    | Mount Lemmon         | Mt. Lemmon Survey |
| 373089 | 2011 FV132             | 28 de gener de 2000    | Kitt Peak            | Spacewatch        |
| 373090 | 2011 FD134             | 21 de setembre de 2009 | Kitt Peak            | Spacewatch        |
| 373091 | 2011 FV134             | 10 d'octubre de 2004   | Kitt Peak            | Spacewatch        |
| 373092 | 2011 FB141             | 6 d'abril de 2010      | WISE                 | WISE              |
| 373093 | 2011 FO146             | 5 de març de 2006      | Kitt Peak            | Spacewatch        |
| 373094 | 2011 FR147             | 18 de desembre de 2003 | Socorro              | LINEAR            |
| 373095 | 2011 FB148             | 1 de febrer de 2005    | Catalina             | CSS               |
| 373096 | 2011 FU148             | 20 d'octubre de 2003   | Kitt Peak            | Spacewatch        |
| 373097 | 2011 FR150             | 9 de febrer de 2005    | Anderson Mesa        | LONEOS            |
| 373098 | 2011 FN156             | 28 de setembre de 2003 | Kitt Peak            | Spacewatch        |
| 373099 | 2011 GX9               | 7 d'octubre de 2004    | Kitt Peak            | Spacewatch        |
| 373100 | 2011 GS17              | 15 de gener de 2005    | Kitt Peak            | Spacewatch        |

## 373101-373200
| Nom    | Designació provisional | Data de descobriment   | Lloc de descobriment | Descobridor/s        |
| ------ | ---------------------- | ---------------------- | -------------------- | -------------------- |
| 373101 | 2011 GW21              | 6 de gener de 2010     | Kitt Peak            | Spacewatch           |
| 373102 | 2011 GK36              | 19 d'octubre de 2003   | Kitt Peak            | Spacewatch           |
| 373103 | 2011 GT36              | 11 de març de 2005     | Catalina             | CSS                  |
| 373104 | 2011 GZ36              | 19 de maig de 2006     | Catalina             | CSS                  |
| 373105 | 2011 GX38              | 11 de març de 2007     | Catalina             | CSS                  |
| 373106 | 2011 GH42              | 9 de març de 2005      | Mount Lemmon         | Mt. Lemmon Survey    |
| 373107 | 2011 GV44              | 26 de març de 2006     | Mount Lemmon         | Mt. Lemmon Survey    |
| 373108 | 2011 GE45              | 5 de març de 2006      | Kitt Peak            | Spacewatch           |
| 373109 | 2011 GK54              | 7 de setembre de 2008  | Mount Lemmon         | Mt. Lemmon Survey    |
| 373110 | 2011 GB56              | 19 de gener de 2005    | Kitt Peak            | Spacewatch           |
| 373111 | 2011 GS59              | 13 d'agost de 2002     | Kitt Peak            | Spacewatch           |
| 373112 | 2011 GR62              | 16 de gener de 2005    | Catalina             | CSS                  |
| 373113 | 2011 GG75              | 7 d'octubre de 2004    | Anderson Mesa        | LONEOS               |
| 373114 | 2011 GA76              | 7 d'octubre de 2008    | Mount Lemmon         | Mt. Lemmon Survey    |
| 373115 | 2011 GJ83              | 30 de setembre de 2005 | Anderson Mesa        | LONEOS               |
| 373116 | 2011 GZ84              | 16 de març de 2005     | Catalina             | CSS                  |
| 373117 | 2011 GQ87              | 23 de maig de 2006     | Kitt Peak            | Spacewatch           |
| 373118 | 2011 GU87              | 2 de febrer de 2005    | Catalina             | CSS                  |
| 373119 | 2011 HX4               | 30 de desembre de 2005 | Catalina             | CSS                  |
| 373120 | 2011 HQ10              | 1 de maig de 2006      | Kitt Peak            | Spacewatch           |
| 373121 | 2011 HJ37              | 9 de març de 2005      | Mount Lemmon         | Mt. Lemmon Survey    |
| 373122 | 2011 HW43              | 11 de març de 2005     | Kitt Peak            | Spacewatch           |
| 373123 | 2011 HC65              | 16 de març de 2005     | Mount Lemmon         | Mt. Lemmon Survey    |
| 373124 | 2011 HE65              | 16 de març de 2005     | Kitt Peak            | Spacewatch           |
| 373125 | 2011 HO68              | 13 de març de 2005     | Kitt Peak            | Spacewatch           |
| 373126 | 2011 HU70              | 24 d'abril de 2006     | Anderson Mesa        | LONEOS               |
| 373127 | 2011 HA73              | 8 de març de 2005      | Kitt Peak            | Spacewatch           |
| 373128 | 2011 HE75              | 13 de setembre de 2007 | Catalina             | CSS                  |
| 373129 | 2011 HK78              | 21 de maig de 2006     | Kitt Peak            | Spacewatch           |
| 373130 | 2011 HL86              | 18 de desembre de 2001 | Socorro              | LINEAR               |
| 373131 | 2011 HM87              | 7 de gener de 2010     | Kitt Peak            | Spacewatch           |
| 373132 | 2011 HX98              | 17 de març de 2005     | Kitt Peak            | Spacewatch           |
| 373133 | 2011 HP102             | 26 de maig de 2006     | Catalina             | CSS                  |
| 373134 | 2011 KV18              | 11 d'abril de 1999     | Kitt Peak            | Spacewatch           |
| 373135 | 2011 SD173             | 24 de setembre de 2011 | Mount Lemmon         | Mt. Lemmon Survey    |
| 373136 | 2011 YF6               | 18 de juny de 2010     | WISE                 | WISE                 |
| 373137 | 2011 YA11              | 22 de desembre de 2003 | Kitt Peak            | Spacewatch           |
| 373138 | 2011 YF24              | 25 de desembre de 2011 | Kitt Peak            | Spacewatch           |
| 373139 | 2011 YA56              | 2 de novembre de 2007  | Kitt Peak            | Spacewatch           |
| 373140 | 2012 AH17              | 18 de gener de 2004    | Catalina             | CSS                  |
| 373141 | 2012 BN                | 18 de febrer de 2008   | Mount Lemmon         | Mt. Lemmon Survey    |
| 373142 | 2012 BU9               | 8 de març de 2005      | Kitt Peak            | Spacewatch           |
| 373143 | 2012 BC15              | 15 de desembre de 2007 | Kitt Peak            | Spacewatch           |
| 373144 | 2012 BG15              | 11 de maig de 2002     | Socorro              | LINEAR               |
| 373145 | 2012 BO24              | 20 de març de 2007     | Catalina             | CSS                  |
| 373146 | 2012 BJ26              | 3 d'octubre de 2005    | Siding Spring        | Siding Spring Survey |
| 373147 | 2012 BX27              | 15 de setembre de 2010 | Mount Lemmon         | Mt. Lemmon Survey    |
| 373148 | 2012 BU47              | 5 d'abril de 2005      | Catalina             | CSS                  |
| 373149 | 2012 BJ53              | 9 d'octubre de 2007    | Kitt Peak            | Spacewatch           |
| 373150 | 2012 BG55              | 6 d'abril de 2005      | Catalina             | CSS                  |
| 373151 | 2012 BF122             | 11 de març de 2005     | Kitt Peak            | Spacewatch           |
| 373152 | 2012 BM122             | 29 de setembre de 2003 | Kitt Peak            | Spacewatch           |
| 373153 | 2012 BM132             | 29 de desembre de 2011 | Catalina             | CSS                  |
| 373154 | 2012 BY148             | 7 de febrer de 2008    | Kitt Peak            | Spacewatch           |
| 373155 | 2012 CJ7               | 21 de març de 2002     | Kitt Peak            | Spacewatch           |
| 373156 | 2012 CL18              | 26 de maig de 2009     | Catalina             | CSS                  |
| 373157 | 2012 CR19              | 13 de gener de 2005    | Kitt Peak            | Spacewatch           |
| 373158 | 2012 CY29              | 26 de març de 2006     | Kitt Peak            | Spacewatch           |
| 373159 | 2012 CT47              | 8 d'octubre de 2007    | Mount Lemmon         | Mt. Lemmon Survey    |
| 373160 | 2012 CU51              | 11 de maig de 2005     | Mount Lemmon         | Mt. Lemmon Survey    |
| 373161 | 2012 CE53              | 2 de febrer de 2005    | Kitt Peak            | Spacewatch           |
| 373162 | 2012 CH57              | 28 de març de 2009     | Siding Spring        | Siding Spring Survey |
| 373163 | 2012 DK                | 1 de febrer de 2012    | Kitt Peak            | Spacewatch           |
| 373164 | 2012 DS1               | 27 de juny de 2005     | Mount Lemmon         | Mt. Lemmon Survey    |
| 373165 | 2012 DO4               | 17 de gener de 2005    | Kitt Peak            | Spacewatch           |
| 373166 | 2012 DX6               | 14 d'abril de 2008     | Catalina             | CSS                  |
| 373167 | 2012 DS13              | 26 de setembre de 2006 | Mount Lemmon         | Mt. Lemmon Survey    |
| 373168 | 2012 DH15              | 7 de març de 2003      | Kitt Peak            | Spacewatch           |
| 373169 | 2012 DU19              | 15 de gener de 2005    | Kitt Peak            | Spacewatch           |
| 373170 | 2012 DW19              | 8 de juliol de 2004    | Siding Spring        | Siding Spring Survey |
| 373171 | 2012 DW25              | 16 de març de 2005     | Catalina             | CSS                  |
| 373172 | 2012 DO27              | 11 d'abril de 2005     | Kitt Peak            | Spacewatch           |
| 373173 | 2012 DB30              | 9 de febrer de 2005    | Kitt Peak            | Spacewatch           |
| 373174 | 2012 DT31              | 19 de gener de 2005    | Kitt Peak            | Spacewatch           |
| 373175 | 2012 DC32              | 18 de març de 2005     | Catalina             | CSS                  |
| 373176 | 2012 DX33              | 12 de novembre de 2007 | Mount Lemmon         | Mt. Lemmon Survey    |
| 373177 | 2012 DT35              | 4 d'abril de 2005      | Kitt Peak            | Spacewatch           |
| 373178 | 2012 DO38              | 23 de febrer de 2012   | Kitt Peak            | Spacewatch           |
| 373179 | 2012 DQ43              | 30 de maig de 2006     | Mount Lemmon         | Mt. Lemmon Survey    |
| 373180 | 2012 DN46              | 10 de febrer de 2008   | Kitt Peak            | Spacewatch           |
| 373181 | 2012 DO46              | 9 de novembre de 2007  | Kitt Peak            | Spacewatch           |
| 373182 | 2012 DB47              | 25 de setembre de 2009 | Kitt Peak            | Spacewatch           |
| 373183 | 2012 DT47              | 28 d'agost de 2006     | Kitt Peak            | Spacewatch           |
| 373184 | 2012 DL53              | 4 d'abril de 2008      | Kitt Peak            | Spacewatch           |
| 373185 | 2012 DM53              | 26 de setembre de 1992 | Kitt Peak            | Spacewatch           |
| 373186 | 2012 DX58              | 16 de març de 2001     | Kitt Peak            | Spacewatch           |
| 373187 | 2012 DG59              | 11 de març de 2005     | Kitt Peak            | Spacewatch           |
| 373188 | 2012 DR59              | 31 de desembre de 2007 | Mount Lemmon         | Mt. Lemmon Survey    |
| 373189 | 2012 DD65              | 7 de febrer de 2002    | Socorro              | LINEAR               |
| 373190 | 2012 DH67              | 12 de juliol de 2005   | Mount Lemmon         | Mt. Lemmon Survey    |
| 373191 | 2012 DD71              | 24 d'abril de 2009     | Mount Lemmon         | Mt. Lemmon Survey    |
| 373192 | 2012 DK74              | 14 de març de 2005     | Mount Lemmon         | Mt. Lemmon Survey    |
| 373193 | 2012 DH75              | 10 de juny de 2005     | Kitt Peak            | Spacewatch           |
| 373194 | 2012 DH76              | 17 de gener de 2005    | Kitt Peak            | Spacewatch           |
| 373195 | 2012 DN76              | 4 de novembre de 2007  | Kitt Peak            | Spacewatch           |
| 373196 | 2012 DZ77              | 14 de desembre de 2010 | Mount Lemmon         | Mt. Lemmon Survey    |
| 373197 | 2012 DH78              | 31 d'octubre de 2010   | Kitt Peak            | Spacewatch           |
| 373198 | 2012 DD79              | 11 d'octubre de 2010   | Mount Lemmon         | Mt. Lemmon Survey    |
| 373199 | 2012 DU81              | 10 d'octubre de 2010   | Mount Lemmon         | Mt. Lemmon Survey    |
| 373200 | 2012 DF82              | 10 de febrer de 2008   | Kitt Peak            | Spacewatch           |

## 373201-373300
| Nom    | Designació provisional | Data de descobriment   | Lloc de descobriment | Descobridor/s        |
| ------ | ---------------------- | ---------------------- | -------------------- | -------------------- |
| 373201 | 2012 DF83              | 4 de març de 2005      | Kitt Peak            | Spacewatch           |
| 373202 | 2012 DJ86              | 9 de març de 2005      | Catalina             | CSS                  |
| 373203 | 2012 DS86              | 12 de març de 2002     | Kitt Peak            | Spacewatch           |
| 373204 | 2012 DO88              | 17 de setembre de 2006 | Kitt Peak            | Spacewatch           |
| 373205 | 2012 DV90              | 16 de març de 2005     | Mount Lemmon         | Mt. Lemmon Survey    |
| 373206 | 2012 DB91              | 4 d'agost de 2003      | Socorro              | LINEAR               |
| 373207 | 2012 DM94              | 4 de març de 2005      | Mount Lemmon         | Mt. Lemmon Survey    |
| 373208 | 2012 EJ2               | 8 de febrer de 2002    | Kitt Peak            | Spacewatch           |
| 373209 | 2012 EK4               | 28 de març de 2008     | Kitt Peak            | Spacewatch           |
| 373210 | 2012 EH8               | 19 de setembre de 2003 | Kitt Peak            | Spacewatch           |
| 373211 | 2012 FE2               | 17 d'octubre de 2010   | Mount Lemmon         | Mt. Lemmon Survey    |
| 373212 | 2012 FF7               | 18 de gener de 2008    | Kitt Peak            | Spacewatch           |
| 373213 | 2012 FO25              | 10 de novembre de 2005 | Kitt Peak            | Spacewatch           |
| 373214 | 2012 FD30              | 18 de maig de 2001     | Kitt Peak            | Spacewatch           |
| 373215 | 2012 FE31              | 9 de maig de 2005      | Kitt Peak            | Spacewatch           |
| 373216 | 2012 FX33              | 15 de juny de 2005     | Mount Lemmon         | Mt. Lemmon Survey    |
| 373217 | 2012 FJ36              | 12 de febrer de 2008   | Mount Lemmon         | Mt. Lemmon Survey    |
| 373218 | 2012 FK40              | 16 d'abril de 2005     | Kitt Peak            | Spacewatch           |
| 373219 | 2012 FL40              | 10 de febrer de 2008   | Kitt Peak            | Spacewatch           |
| 373220 | 2012 FY40              | 14 de gener de 2008    | Kitt Peak            | Spacewatch           |
| 373221 | 2012 FT54              | 5 d'abril de 2008      | Kitt Peak            | Spacewatch           |
| 373222 | 2012 FV54              | 6 d'abril de 2005      | Kitt Peak            | Spacewatch           |
| 373223 | 2012 FG56              | 28 de maig de 1998     | Kitt Peak            | Spacewatch           |
| 373224 | 2012 FG57              | 19 de març de 2001     | Anderson Mesa        | LONEOS               |
| 373225 | 2012 FM60              | 14 d'abril de 2008     | Mount Lemmon         | Mt. Lemmon Survey    |
| 373226 | 2012 FG61              | 5 d'abril de 2008      | Kitt Peak            | Spacewatch           |
| 373227 | 2012 FS61              | 8 de febrer de 2008    | Mount Lemmon         | Mt. Lemmon Survey    |
| 373228 | 2012 FW61              | 14 de juny de 2004     | Kitt Peak            | Spacewatch           |
| 373229 | 2012 FG65              | 31 de març de 2003     | Kitt Peak            | Spacewatch           |
| 373230 | 2012 FY68              | 22 de desembre de 2003 | Kitt Peak            | Spacewatch           |
| 373231 | 2012 FV69              | 16 d'abril de 2005     | Kitt Peak            | Spacewatch           |
| 373232 | 2012 FV72              | 12 de març de 2005     | Kitt Peak            | Spacewatch           |
| 373233 | 2012 FL73              | 30 de gener de 2004    | Kitt Peak            | Spacewatch           |
| 373234 | 2012 FE74              | 13 de desembre de 2010 | Mount Lemmon         | Mt. Lemmon Survey    |
| 373235 | 2012 FN74              | 22 de setembre de 2009 | Mount Lemmon         | Mt. Lemmon Survey    |
| 373236 | 2012 FA75              | 9 de novembre de 2009  | Mount Lemmon         | Mt. Lemmon Survey    |
| 373237 | 2012 FC76              | 30 de setembre de 2006 | Mount Lemmon         | Mt. Lemmon Survey    |
| 373238 | 2012 FA77              | 18 de novembre de 2007 | Mount Lemmon         | Mt. Lemmon Survey    |
| 373239 | 2012 FR77              | 16 de setembre de 2009 | Kitt Peak            | Spacewatch           |
| 373240 | 2012 FK80              | 10 de gener de 2008    | Kitt Peak            | Spacewatch           |
| 373241 | 2012 GQ5               | 16 de març de 2002     | Kitt Peak            | Spacewatch           |
| 373242 | 2012 GC7               | 23 d'abril de 2007     | Catalina             | CSS                  |
| 373243 | 2012 GU8               | 24 de març de 2003     | Kitt Peak            | Spacewatch           |
| 373244 | 2012 GK9               | 17 de juny de 2005     | Kitt Peak            | Spacewatch           |
| 373245 | 2012 GR9               | 27 de març de 2008     | Mount Lemmon         | Mt. Lemmon Survey    |
| 373246 | 2012 GS9               | 19 de maig de 2005     | Mount Lemmon         | Mt. Lemmon Survey    |
| 373247 | 2012 GC10              | 29 de març de 2012     | Mount Lemmon         | Mt. Lemmon Survey    |
| 373248 | 2012 GQ18              | 3 de novembre de 2010  | Mount Lemmon         | Mt. Lemmon Survey    |
| 373249 | 2012 GW19              | 25 d'octubre de 2005   | Kitt Peak            | Spacewatch           |
| 373250 | 2012 GG21              | 25 de febrer de 2006   | Mount Lemmon         | Mt. Lemmon Survey    |
| 373251 | 2012 GR21              | 11 d'octubre de 2004   | Kitt Peak            | Spacewatch           |
| 373252 | 2012 GW22              | 10 de febrer de 2011   | Mount Lemmon         | Mt. Lemmon Survey    |
| 373253 | 2012 GA31              | 17 de febrer de 2004   | Kitt Peak            | Spacewatch           |
| 373254 | 2012 GB31              | 20 d'octubre de 2003   | Kitt Peak            | Spacewatch           |
| 373255 | 2012 GB32              | 2 de març de 2008      | Catalina             | CSS                  |
| 373256 | 2012 GC33              | 9 d'octubre de 2004    | Kitt Peak            | Spacewatch           |
| 373257 | 2012 GW33              | 14 de febrer de 2005   | Catalina             | CSS                  |
| 373258 | 2012 GN38              | 2 de febrer de 2006    | Kitt Peak            | Spacewatch           |
| 373259 | 2012 GE39              | 29 de maig de 1995     | Kitt Peak            | Spacewatch           |
| 373260 | 2012 HF3               | 10 de febrer de 2002   | Socorro              | LINEAR               |
| 373261 | 2012 HQ3               | 10 de maig de 2007     | Mount Lemmon         | Mt. Lemmon Survey    |
| 373262 | 2012 HW5               | 13 de gener de 2011    | Kitt Peak            | Spacewatch           |
| 373263 | 2012 HH6               | 8 de gener de 2002     | Kitt Peak            | Spacewatch           |
| 373264 | 2012 HX6               | 11 de novembre de 2007 | Mount Lemmon         | Mt. Lemmon Survey    |
| 373265 | 2012 HD7               | 17 de gener de 2005    | Kitt Peak            | Spacewatch           |
| 373266 | 2012 HB11              | 29 de juny de 2004     | Siding Spring        | Siding Spring Survey |
| 373267 | 2012 HW11              | 15 de maig de 1996     | Kitt Peak            | Spacewatch           |
| 373268 | 2012 HZ12              | 23 de febrer de 2006   | Anderson Mesa        | LONEOS               |
| 373269 | 2012 HM18              | 16 de febrer de 2001   | Socorro              | LINEAR               |
| 373270 | 2012 HB19              | 12 de desembre de 2004 | Campo Imperatore     | CINEOS               |
| 373271 | 2012 HN23              | 20 d'octubre de 2007   | Mount Lemmon         | Mt. Lemmon Survey    |
| 373272 | 2012 HO23              | 8 d'octubre de 1999    | Kitt Peak            | Spacewatch           |
| 373273 | 2012 HF26              | 11 de març de 2007     | Mount Lemmon         | Mt. Lemmon Survey    |
| 373274 | 2012 HN28              | 5 de maig de 2008      | Mount Lemmon         | Mt. Lemmon Survey    |
| 373275 | 2012 HQ34              | 26 de desembre de 2006 | Kitt Peak            | Spacewatch           |
| 373276 | 2012 HU35              | 11 d'abril de 1999     | Kitt Peak            | Spacewatch           |
| 373277 | 2012 HC36              | 4 de desembre de 2007  | Kitt Peak            | Spacewatch           |
| 373278 | 2012 HL39              | 2 de febrer de 2006    | Mount Lemmon         | Mt. Lemmon Survey    |
| 373279 | 2012 HE40              | 3 de setembre de 2008  | Kitt Peak            | Spacewatch           |
| 373280 | 2012 HL40              | 30 d'abril de 2008     | Catalina             | CSS                  |
| 373281 | 2012 HQ41              | 3 de novembre de 2010  | Mount Lemmon         | Mt. Lemmon Survey    |
| 373282 | 2012 HO43              | 1 de novembre de 2005  | Mount Lemmon         | Mt. Lemmon Survey    |
| 373283 | 2012 HD48              | 29 de setembre de 2008 | Catalina             | CSS                  |
| 373284 | 2012 HO48              | 16 de juny de 2001     | Kitt Peak            | Spacewatch           |
| 373285 | 2012 HP48              | 7 de juny de 2008      | Kitt Peak            | Spacewatch           |
| 373286 | 2012 HC49              | 13 de maig de 2007     | Mount Lemmon         | Mt. Lemmon Survey    |
| 373287 | 2012 HP50              | 7 de setembre de 2004  | Kitt Peak            | Spacewatch           |
| 373288 | 2012 HN51              | 11 de març de 2007     | Kitt Peak            | Spacewatch           |
| 373289 | 2012 HV52              | 19 d'octubre de 2003   | Kitt Peak            | Spacewatch           |
| 373290 | 2012 HF53              | 6 de setembre de 2008  | Kitt Peak            | Spacewatch           |
| 373291 | 2012 HO54              | 23 de gener de 2006    | Kitt Peak            | Spacewatch           |
| 373292 | 2012 HJ56              | 14 d'octubre de 2010   | Mount Lemmon         | Mt. Lemmon Survey    |
| 373293 | 2012 HZ56              | 24 d'abril de 1995     | Kitt Peak            | Spacewatch           |
| 373294 | 2012 HR58              | 16 de gener de 2007    | Mount Lemmon         | Mt. Lemmon Survey    |
| 373295 | 2012 HA60              | 26 de març de 2007     | Kitt Peak            | Spacewatch           |
| 373296 | 2012 HY60              | 25 d'octubre de 2005   | Mount Lemmon         | Mt. Lemmon Survey    |
| 373297 | 2012 HX67              | 28 d'agost de 1995     | Kitt Peak            | Spacewatch           |
| 373298 | 2012 HZ68              | 13 de maig de 2007     | Mount Lemmon         | Mt. Lemmon Survey    |
| 373299 | 2012 HJ71              | 10 de gener de 2011    | Mount Lemmon         | Mt. Lemmon Survey    |
| 373300 | 2012 HQ72              | 6 de novembre de 1999  | Kitt Peak            | Spacewatch           |

## 373301-373400
| Nom    | Designació provisional | Data de descobriment   | Lloc de descobriment | Descobridor/s              |
| ------ | ---------------------- | ---------------------- | -------------------- | -------------------------- |
| 373301 | 2012 HA75              | 16 de març de 2012     | Kitt Peak            | Spacewatch                 |
| 373302 | 2012 HL77              | 18 de setembre de 1995 | Kitt Peak            | Spacewatch                 |
| 373303 | 2012 HM80              | 26 de desembre de 2009 | Kitt Peak            | Spacewatch                 |
| 373304 | 2012 HR80              | 23 de març de 2004     | Kitt Peak            | Spacewatch                 |
| 373305 | 2012 HH82              | 23 de febrer de 2007   | Catalina             | CSS                        |
| 373306 | 2012 JT                | 7 d'abril de 1999      | Anderson Mesa        | LONEOS                     |
| 373307 | 2012 JX1               | 5 de maig de 2008      | Mount Lemmon         | Mt. Lemmon Survey          |
| 373308 | 2012 JZ1               | 27 de setembre de 2008 | Mount Lemmon         | Mt. Lemmon Survey          |
| 373309 | 2012 JG2               | 23 d'octubre de 2009   | Mount Lemmon         | Mt. Lemmon Survey          |
| 373310 | 2012 JB3               | 24 d'octubre de 2005   | Kitt Peak            | Spacewatch                 |
| 373311 | 2012 JW6               | 26 d'abril de 2008     | Mount Lemmon         | Mt. Lemmon Survey          |
| 373312 | 2012 JK7               | 2 d'octubre de 2006    | Mount Lemmon         | Mt. Lemmon Survey          |
| 373313 | 2012 JP7               | 5 d'octubre de 2004    | Kitt Peak            | Spacewatch                 |
| 373314 | 2012 JC8               | 11 de gener de 2011    | Catalina             | CSS                        |
| 373315 | 2012 JE8               | 10 de març de 2007     | Mount Lemmon         | Mt. Lemmon Survey          |
| 373316 | 2012 JP8               | 27 d'octubre de 2009   | Kitt Peak            | Spacewatch                 |
| 373317 | 2012 JP9               | 9 de novembre de 2009  | Mount Lemmon         | Mt. Lemmon Survey          |
| 373318 | 2012 JR9               | 2 de desembre de 2005  | Kitt Peak            | Spacewatch                 |
| 373319 | 2012 JD13              | 27 de setembre de 2008 | Mount Lemmon         | Mt. Lemmon Survey          |
| 373320 | 2012 JK15              | 27 d'octubre de 2005   | Kitt Peak            | Spacewatch                 |
| 373321 | 2012 JL15              | 19 d'abril de 2007     | Kitt Peak            | Spacewatch                 |
| 373322 | 2012 JQ16              | 23 de novembre de 2006 | Kitt Peak            | Spacewatch                 |
| 373323 | 2012 JD19              | 10 de setembre de 2004 | Kitt Peak            | Spacewatch                 |
| 373324 | 2012 JW19              | 8 d'agost de 2007      | Socorro              | LINEAR                     |
| 373325 | 2012 JG20              | 8 d'agost de 2004      | Socorro              | LINEAR                     |
| 373326 | 2012 JX20              | 21 de novembre de 2005 | Kitt Peak            | Spacewatch                 |
| 373327 | 2012 JR21              | 17 de gener de 2007    | Kitt Peak            | Spacewatch                 |
| 373328 | 2012 JY21              | 31 d'agost de 2005     | Kitt Peak            | Spacewatch                 |
| 373329 | 2012 JW23              | 1 de desembre de 2005  | Kitt Peak            | Spacewatch                 |
| 373330 | 2012 JZ24              | 10 de desembre de 2001 | Kitt Peak            | Spacewatch                 |
| 373331 | 2012 JG25              | 19 d'abril de 1999     | Kitt Peak            | Spacewatch                 |
| 373332 | 2012 JJ26              | 27 de febrer de 2006   | Mount Lemmon         | Mt. Lemmon Survey          |
| 373333 | 2012 JE30              | 14 de març de 2007     | Mount Lemmon         | Mt. Lemmon Survey          |
| 373334 | 2012 JZ31              | 24 de desembre de 2005 | Kitt Peak            | Spacewatch                 |
| 373335 | 2012 JE32              | 6 d'octubre de 2004    | Kitt Peak            | Spacewatch                 |
| 373336 | 2012 JC34              | 9 de novembre de 2009  | Mount Lemmon         | Mt. Lemmon Survey          |
| 373337 | 2012 JL34              | 22 de novembre de 2005 | Kitt Peak            | Spacewatch                 |
| 373338 | 2012 JW37              | 22 de gener de 2006    | Mount Lemmon         | Mt. Lemmon Survey          |
| 373339 | 2012 JQ38              | 30 de desembre de 2005 | Kitt Peak            | Spacewatch                 |
| 373340 | 2012 JF40              | 28 de març de 1993     | Kitt Peak            | Spacewatch                 |
| 373341 | 2012 JN41              | 20 de setembre de 2008 | Mount Lemmon         | Mt. Lemmon Survey          |
| 373342 | 2012 JG43              | 24 d'octubre de 2005   | Kitt Peak            | Spacewatch                 |
| 373343 | 2012 JY48              | 8 de gener de 2011     | Mount Lemmon         | Mt. Lemmon Survey          |
| 373344 | 2012 JC51              | 16 de maig de 2007     | Kitt Peak            | Spacewatch                 |
| 373345 | 2012 JV52              | 25 de novembre de 2005 | Mount Lemmon         | Mt. Lemmon Survey          |
| 373346 | 2012 JN64              | 25 de desembre de 2005 | Kitt Peak            | Spacewatch                 |
| 373347 | 2012 JH65              | 12 de desembre de 2006 | Kitt Peak            | Spacewatch                 |
| 373348 | 2012 KP1               | 15 de novembre de 2007 | Mount Lemmon         | Mt. Lemmon Survey          |
| 373349 | 2012 KQ1               | 3 de setembre de 2008  | Kitt Peak            | Spacewatch                 |
| 373350 | 2012 KU3               | 24 de març de 2003     | Kitt Peak            | Spacewatch                 |
| 373351 | 2012 KL5               | 6 de maig de 2008      | Mount Lemmon         | Mt. Lemmon Survey          |
| 373352 | 2012 KO6               | 14 d'octubre de 2009   | Mount Lemmon         | Mt. Lemmon Survey          |
| 373353 | 2012 KJ7               | 8 de febrer de 2000    | Kitt Peak            | Spacewatch                 |
| 373354 | 2012 KD15              | 26 de febrer de 2007   | Mount Lemmon         | Mt. Lemmon Survey          |
| 373355 | 2012 KE16              | 1 de març de 2008      | Kitt Peak            | Spacewatch                 |
| 373356 | 2012 KS17              | 29 de juliol de 2008   | Mount Lemmon         | Mt. Lemmon Survey          |
| 373357 | 2012 KG26              | 29 de novembre de 2005 | Kitt Peak            | Spacewatch                 |
| 373358 | 2012 KG27              | 27 de novembre de 2009 | Kitt Peak            | Spacewatch                 |
| 373359 | 2012 KA31              | 29 d'abril de 2003     | Kitt Peak            | Spacewatch                 |
| 373360 | 2012 KE41              | 5 de setembre de 1999  | Kitt Peak            | Spacewatch                 |
| 373361 | 2012 KM43              | 10 de gener de 2006    | Mount Lemmon         | Mt. Lemmon Survey          |
| 373362 | 2012 KQ44              | 22 de gener de 2006    | Mount Lemmon         | Mt. Lemmon Survey          |
| 373363 | 2012 KW46              | 15 de desembre de 2001 | Socorro              | LINEAR                     |
| 373364 | 2012 KZ47              | 30 de setembre de 2005 | Kitt Peak            | Spacewatch                 |
| 373365 | 2012 KD48              | 23 de febrer de 2007   | Kitt Peak            | Spacewatch                 |
| 373366 | 2012 KD49              | 24 de març de 2006     | Mount Lemmon         | Mt. Lemmon Survey          |
| 373367 | 2012 LC6               | 15 de setembre de 2007 | Mount Lemmon         | Mt. Lemmon Survey          |
| 373368 | 2012 LN6               | 9 d'octubre de 2008    | Catalina             | CSS                        |
| 373369 | 2012 LP6               | 11 de desembre de 2004 | Kitt Peak            | Spacewatch                 |
| 373370 | 2012 LP8               | 4 de juny de 1995      | Kitt Peak            | Spacewatch                 |
| 373371 | 2012 LO15              | 1 d'octubre de 2005    | Mount Lemmon         | Mt. Lemmon Survey          |
| 373372 | 2012 LK17              | 28 de setembre de 1994 | Kitt Peak            | Spacewatch                 |
| 373373 | 2012 LB18              | 13 de febrer de 2004   | Kitt Peak            | Spacewatch                 |
| 373374 | 2012 LD19              | 11 d'abril de 2007     | Kitt Peak            | Spacewatch                 |
| 373375 | 2012 LR19              | 16 de setembre de 2003 | Kitt Peak            | Spacewatch                 |
| 373376 | 2012 LG23              | 23 de juny de 2007     | Kitt Peak            | Spacewatch                 |
| 373377 | 2012 LR26              | 25 de gener de 2011    | Kitt Peak            | Spacewatch                 |
| 373378 | 2012 MB3               | 27 de febrer de 2006   | Kitt Peak            | Spacewatch                 |
| 373379 | 2012 MJ5               | 7 de gener de 2010     | Mount Lemmon         | Mt. Lemmon Survey          |
| 373380 | 2012 MC9               | 26 de setembre de 2005 | Kitt Peak            | Spacewatch                 |
| 373381 | 2012 RT4               | 30 de març de 2010     | WISE                 | WISE                       |
| 373382 | 2012 TK30              | 18 de setembre de 2001 | Kitt Peak            | Spacewatch                 |
| 373383 | 2012 TO307             | 28 d'agost de 2006     | Catalina             | CSS                        |
| 373384 | 2013 GB90              | 28 de setembre de 2003 | Kitt Peak            | Spacewatch                 |
| 373385 | 2013 JX36              | 24 d'abril de 1996     | Kitt Peak            | Spacewatch                 |
| 373386 | 2013 MS4               | 1 de febrer de 2006    | Mount Lemmon         | Mt. Lemmon Survey          |
| 373387 | 2013 MQ6               | 18 de setembre de 2009 | Catalina             | CSS                        |
| 373388 | 2013 NU3               | 17 de setembre de 2006 | Kitt Peak            | Spacewatch                 |
| 373389 | 2013 NU6               | 2 de febrer de 2005    | Kitt Peak            | Spacewatch                 |
| 373390 | 2013 NJ13              | 5 d'octubre de 2004    | Kitt Peak            | Spacewatch                 |
| 373391 | 2013 OA7               | 8 de març de 2005      | Kitt Peak            | Spacewatch                 |
| 373392 | 2013 PR                | 19 de juny de 2007     | Kitt Peak            | Spacewatch                 |
| 373393 | 1972 RB                | 16 de setembre de 1972 | Palomar              | T. Gehrels                 |
| 373394 | 1990 TQ9               | 10 d'octubre de 1990   | Tautenburg           | F. Borngen, L. D. Schmadel |
| 373395 | 1993 TF6               | 9 d'octubre de 1993    | Kitt Peak            | Spacewatch                 |
| 373396 | 1994 SH10              | 28 de setembre de 1994 | Kitt Peak            | Spacewatch                 |
| 373397 | 1995 KJ4               | 26 de maig de 1995     | Kitt Peak            | Spacewatch                 |
| 373398 | 1995 SY9               | 17 de setembre de 1995 | Kitt Peak            | Spacewatch                 |
| 373399 | 1995 SK25              | 19 de setembre de 1995 | Kitt Peak            | Spacewatch                 |
| 373400 | 1995 SP28              | 20 de setembre de 1995 | Kitt Peak            | Spacewatch                 |

## 373401-373500
| Nom    | Designació provisional | Data de descobriment   | Lloc de descobriment | Descobridor/s                        |
| ------ | ---------------------- | ---------------------- | -------------------- | ------------------------------------ |
| 373401 | 1995 SS47              | 26 de setembre de 1995 | Kitt Peak            | Spacewatch                           |
| 373402 | 1995 TD11              | 15 d'octubre de 1995   | Kitt Peak            | Spacewatch                           |
| 373403 | 1995 UJ64              | 26 d'octubre de 1995   | Kitt Peak            | Spacewatch                           |
| 373404 | 1995 VO15              | 15 de novembre de 1995 | Kitt Peak            | Spacewatch                           |
| 373405 | 1995 WO21              | 17 de novembre de 1995 | Kitt Peak            | Spacewatch                           |
| 373406 | 1996 RW14              | 11 de setembre de 1996 | Kitt Peak            | Spacewatch                           |
| 373407 | 1997 AQ3               | 3 de gener de 1997     | Kitt Peak            | Spacewatch                           |
| 373408 | 1997 EF11              | 8 de març de 1997      | Kitt Peak            | Spacewatch                           |
| 373409 | 1997 EF21              | 4 de març de 1997      | Kitt Peak            | Spacewatch                           |
| 373410 | 1997 RL12              | 6 de setembre de 1997  | Caussols             | ODAS                                 |
| 373411 | 1997 SX14              | 28 de setembre de 1997 | Kitt Peak            | Spacewatch                           |
| 373412 | 1997 SD26              | 28 de setembre de 1997 | Kitt Peak            | Spacewatch                           |
| 373413 | 1997 TU                | 3 d'octubre de 1997    | Kitt Peak            | Spacewatch                           |
| 373414 | 1998 HA17              | 18 d'abril de 1998     | Socorro              | LINEAR                               |
| 373415 | 1998 HB27              | 21 d'abril de 1998     | Kitt Peak            | Spacewatch                           |
| 373416 | 1998 QG1               | 17 d'agost de 1998     | Socorro              | LINEAR                               |
| 373417 | 1998 SW38              | 23 de setembre de 1998 | Kitt Peak            | Spacewatch                           |
| 373418 | 1998 TE11              | 13 d'octubre de 1998   | Kitt Peak            | Spacewatch                           |
| 373419 | 1998 TX29              | 14 d'octubre de 1998   | Xinglong             | Beijing Schmidt CCD Asteroid Program |
| 373420 | 1998 XL8               | 10 de desembre de 1998 | Kitt Peak            | Spacewatch                           |
| 373421 | 1998 XF17              | 15 de desembre de 1998 | Caussols             | ODAS                                 |
| 373422 | 1999 CD74              | 12 de febrer de 1999   | Socorro              | LINEAR                               |
| 373423 | 1999 CR128             | 11 de febrer de 1999   | Socorro              | LINEAR                               |
| 373424 | 1999 LP3               | 9 de juny de 1999      | Kitt Peak            | Spacewatch                           |
| 373425 | 1999 MU1               | 20 de juny de 1999     | Anderson Mesa        | LONEOS                               |
| 373426 | 1999 RE178             | 14 de setembre de 1999 | Kitt Peak            | Spacewatch                           |
| 373427 | 1999 RB252             | 7 de setembre de 1999  | Catalina             | CSS                                  |
| 373428 | 1999 TC5               | 4 d'octubre de 1999    | Catalina             | CSS                                  |
| 373429 | 1999 TN44              | 3 d'octubre de 1999    | Kitt Peak            | Spacewatch                           |
| 373430 | 1999 TP61              | 7 d'octubre de 1999    | Kitt Peak            | Spacewatch                           |
| 373431 | 1999 TU62              | 7 d'octubre de 1999    | Kitt Peak            | Spacewatch                           |
| 373432 | 1999 TZ68              | 9 d'octubre de 1999    | Kitt Peak            | Spacewatch                           |
| 373433 | 1999 TF84              | 13 d'octubre de 1999   | Kitt Peak            | Spacewatch                           |
| 373434 | 1999 TC111             | 4 d'octubre de 1999    | Socorro              | LINEAR                               |
| 373435 | 1999 TF125             | 4 d'octubre de 1999    | Socorro              | LINEAR                               |
| 373436 | 1999 TR158             | 8 d'octubre de 1999    | Socorro              | LINEAR                               |
| 373437 | 1999 TQ170             | 10 d'octubre de 1999   | Socorro              | LINEAR                               |
| 373438 | 1999 TK176             | 10 d'octubre de 1999   | Socorro              | LINEAR                               |
| 373439 | 1999 TF226             | 3 d'octubre de 1999    | Kitt Peak            | Spacewatch                           |
| 373440 | 1999 TJ261             | 13 d'octubre de 1999   | Kitt Peak            | Spacewatch                           |
| 373441 | 1999 TB328             | 10 d'octubre de 1999   | Socorro              | LINEAR                               |
| 373442 | 1999 TQ332             | 13 d'octubre de 1999   | Apache Point         | Sloan Digital Sky Survey             |
| 373443 | 1999 UY4               | 29 d'octubre de 1999   | Kitt Peak            | Spacewatch                           |
| 373444 | 1999 UG18              | 30 d'octubre de 1999   | Kitt Peak            | Spacewatch                           |
| 373445 | 1999 UP30              | 31 d'octubre de 1999   | Kitt Peak            | Spacewatch                           |
| 373446 | 1999 UL33              | 31 d'octubre de 1999   | Kitt Peak            | Spacewatch                           |
| 373447 | 1999 VA78              | 4 de novembre de 1999  | Socorro              | LINEAR                               |
| 373448 | 1999 VG122             | 4 de novembre de 1999  | Kitt Peak            | Spacewatch                           |
| 373449 | 1999 VQ129             | 11 de novembre de 1999 | Kitt Peak            | Spacewatch                           |
| 373450 | 1999 WA11              | 30 de novembre de 1999 | Kitt Peak            | Spacewatch                           |
| 373451 | 1999 XZ216             | 13 de desembre de 1999 | Kitt Peak            | Spacewatch                           |
| 373452 | 2000 AO212             | 6 de gener de 2000     | Kitt Peak            | Spacewatch                           |
| 373453 | 2000 DD22              | 29 de febrer de 2000   | Socorro              | LINEAR                               |
| 373454 | 2000 DP113             | 27 de febrer de 2000   | Kitt Peak            | Spacewatch                           |
| 373455 | 2000 ES52              | 3 de març de 2000      | Kitt Peak            | Spacewatch                           |
| 373456 | 2000 EE62              | 10 de març de 2000     | Socorro              | LINEAR                               |
| 373457 | 2000 FJ2               | 25 de març de 2000     | Kitt Peak            | Spacewatch                           |
| 373458 | 2000 FB10              | 30 de març de 2000     | Kitt Peak            | Spacewatch                           |
| 373459 | 2000 GH45              | 5 d'abril de 2000      | Socorro              | LINEAR                               |
| 373460 | 2000 GX164             | 5 d'abril de 2000      | Socorro              | LINEAR                               |
| 373461 | 2000 JE87              | 2 de maig de 2000      | Fort Davis           | T. L. Farnham                        |
| 373462 | 2000 OP21              | 7 de juliol de 2000    | Socorro              | LINEAR                               |
| 373463 | 2000 PK17              | 1 d'agost de 2000      | Socorro              | LINEAR                               |
| 373464 | 2000 QK177             | 31 d'agost de 2000     | Socorro              | LINEAR                               |
| 373465 | 2000 QJ221             | 6 de juliol de 2000    | Anderson Mesa        | LONEOS                               |
| 373466 | 2000 RT19              | 1 de setembre de 2000  | Socorro              | LINEAR                               |
| 373467 | 2000 RJ99              | 5 de setembre de 2000  | Anderson Mesa        | LONEOS                               |
| 373468 | 2000 SS21              | 31 d'agost de 2000     | Socorro              | LINEAR                               |
| 373469 | 2000 SO42              | 24 de setembre de 2000 | Socorro              | LINEAR                               |
| 373470 | 2000 SF51              | 23 de setembre de 2000 | Socorro              | LINEAR                               |
| 373471 | 2000 SE81              | 24 de setembre de 2000 | Socorro              | LINEAR                               |
| 373472 | 2000 SY113             | 24 de setembre de 2000 | Socorro              | LINEAR                               |
| 373473 | 2000 SR137             | 23 de setembre de 2000 | Socorro              | LINEAR                               |
| 373474 | 2000 SS174             | 28 de setembre de 2000 | Socorro              | LINEAR                               |
| 373475 | 2000 SH181             | 19 de setembre de 2000 | Haleakala            | NEAT                                 |
| 373476 | 2000 SO189             | 22 de setembre de 2000 | Kitt Peak            | Spacewatch                           |
| 373477 | 2000 SG228             | 28 de setembre de 2000 | Socorro              | LINEAR                               |
| 373478 | 2000 SF235             | 24 de setembre de 2000 | Socorro              | LINEAR                               |
| 373479 | 2000 SQ291             | 27 de setembre de 2000 | Socorro              | LINEAR                               |
| 373480 | 2000 SB316             | 30 de setembre de 2000 | Socorro              | LINEAR                               |
| 373481 | 2000 TP                | 2 d'octubre de 2000    | Emerald Lane         | L. Ball                              |
| 373482 | 2000 TR21              | 1 d'octubre de 2000    | Socorro              | LINEAR                               |
| 373483 | 2000 TV34              | 6 d'octubre de 2000    | Anderson Mesa        | LONEOS                               |
| 373484 | 2000 UG3               | 24 d'octubre de 2000   | Socorro              | LINEAR                               |
| 373485 | 2000 UJ6               | 24 d'octubre de 2000   | Socorro              | LINEAR                               |
| 373486 | 2000 UB76              | 25 d'octubre de 2000   | Socorro              | LINEAR                               |
| 373487 | 2000 VB3               | 2 de novembre de 2000  | Kitt Peak            | Spacewatch                           |
| 373488 | 2000 VZ54              | 3 de novembre de 2000  | Socorro              | LINEAR                               |
| 373489 | 2000 WA12              | 20 de novembre de 2000 | Kitt Peak            | Spacewatch                           |
| 373490 | 2000 WW23              | 20 de novembre de 2000 | Socorro              | LINEAR                               |
| 373491 | 2000 WQ71              | 19 de novembre de 2000 | Socorro              | LINEAR                               |
| 373492 | 2000 WU81              | 20 de novembre de 2000 | Socorro              | LINEAR                               |
| 373493 | 2000 WS85              | 20 de novembre de 2000 | Socorro              | LINEAR                               |
| 373494 | 2000 WE187             | 18 de novembre de 2000 | Anderson Mesa        | LONEOS                               |
| 373495 | 2000 XO                | 1 de desembre de 2000  | Kitt Peak            | Spacewatch                           |
| 373496 | 2000 XK20              | 4 de desembre de 2000  | Socorro              | LINEAR                               |
| 373497 | 2000 XD49              | 4 de desembre de 2000  | Socorro              | LINEAR                               |
| 373498 | 2000 YC8               | 21 de desembre de 2000 | Eskridge             | G. Hug                               |
| 373499 | 2000 YT16              | 20 de desembre de 2000 | Socorro              | LINEAR                               |
| 373500 | 2000 YH100             | 28 de desembre de 2000 | Haleakala            | NEAT                                 |

## 373501-373600
| Nom    | Designació provisional | Data de descobriment   | Lloc de descobriment | Descobridor/s            |
| ------ | ---------------------- | ---------------------- | -------------------- | ------------------------ |
| 373501 | 2001 BD10              | 19 de gener de 2001    | Kitt Peak            | Spacewatch               |
| 373502 | 2001 BE63              | 29 de gener de 2001    | Socorro              | LINEAR                   |
| 373503 | 2001 CK42              | 15 de febrer de 2001   | Socorro              | LINEAR                   |
| 373504 | 2001 EG23              | 15 de març de 2001     | Haleakala            | NEAT                     |
| 373505 | 2001 FC11              | 19 de març de 2001     | Anderson Mesa        | LONEOS                   |
| 373506 | 2001 FY79              | 21 de març de 2001     | Socorro              | LINEAR                   |
| 373507 | 2001 FX119             | 28 de març de 2001     | Kitt Peak            | Spacewatch               |
| 373508 | 2001 KW31              | 22 de maig de 2001     | Socorro              | LINEAR                   |
| 373509 | 2001 KB44              | 22 de maig de 2001     | Socorro              | LINEAR                   |
| 373510 | 2001 NX18              | 13 de juliol de 2001   | Palomar              | NEAT                     |
| 373511 | 2001 OT48              | 16 de juliol de 2001   | Haleakala            | NEAT                     |
| 373512 | 2001 PN48              | 14 d'agost de 2001     | Palomar              | NEAT                     |
| 373513 | 2001 RM20              | 7 de setembre de 2001  | Socorro              | LINEAR                   |
| 373514 | 2001 RE58              | 12 de setembre de 2001 | Socorro              | LINEAR                   |
| 373515 | 2001 RM90              | 11 de setembre de 2001 | Anderson Mesa        | LONEOS                   |
| 373516 | 2001 RS134             | 12 de setembre de 2001 | Socorro              | LINEAR                   |
| 373517 | 2001 RG146             | 8 de setembre de 2001  | Anderson Mesa        | LONEOS                   |
| 373518 | 2001 SO18              | 16 de setembre de 2001 | Socorro              | LINEAR                   |
| 373519 | 2001 SK23              | 16 de setembre de 2001 | Socorro              | LINEAR                   |
| 373520 | 2001 SM146             | 16 de setembre de 2001 | Socorro              | LINEAR                   |
| 373521 | 2001 SH156             | 17 de setembre de 2001 | Socorro              | LINEAR                   |
| 373522 | 2001 ST158             | 17 de setembre de 2001 | Socorro              | LINEAR                   |
| 373523 | 2001 SR198             | 19 de setembre de 2001 | Socorro              | LINEAR                   |
| 373524 | 2001 SV205             | 19 de setembre de 2001 | Socorro              | LINEAR                   |
| 373525 | 2001 SG206             | 19 de setembre de 2001 | Socorro              | LINEAR                   |
| 373526 | 2001 SP213             | 19 de setembre de 2001 | Socorro              | LINEAR                   |
| 373527 | 2001 SN236             | 19 de setembre de 2001 | Socorro              | LINEAR                   |
| 373528 | 2001 SS243             | 19 de setembre de 2001 | Socorro              | LINEAR                   |
| 373529 | 2001 ST268             | 19 de setembre de 2001 | Kitt Peak            | Spacewatch               |
| 373530 | 2001 SS275             | 21 de setembre de 2001 | Kitt Peak            | Spacewatch               |
| 373531 | 2001 SF305             | 20 de setembre de 2001 | Socorro              | LINEAR                   |
| 373532 | 2001 SA348             | 26 de setembre de 2001 | Socorro              | LINEAR                   |
| 373533 | 2001 TF11              | 13 d'octubre de 2001   | Socorro              | LINEAR                   |
| 373534 | 2001 TR169             | 15 d'octubre de 2001   | Socorro              | LINEAR                   |
| 373535 | 2001 TX174             | 15 d'octubre de 2001   | Socorro              | LINEAR                   |
| 373536 | 2001 TM176             | 14 d'octubre de 2001   | Socorro              | LINEAR                   |
| 373537 | 2001 TJ178             | 14 d'octubre de 2001   | Socorro              | LINEAR                   |
| 373538 | 2001 TA181             | 14 d'octubre de 2001   | Socorro              | LINEAR                   |
| 373539 | 2001 TV195             | 15 d'octubre de 2001   | Palomar              | NEAT                     |
| 373540 | 2001 TV207             | 11 d'octubre de 2001   | Palomar              | NEAT                     |
| 373541 | 2001 TL209             | 12 d'octubre de 2001   | Haleakala            | NEAT                     |
| 373542 | 2001 TF215             | 13 d'octubre de 2001   | Palomar              | NEAT                     |
| 373543 | 2001 TH250             | 14 d'octubre de 2001   | Apache Point         | Sloan Digital Sky Survey |
| 373544 | 2001 UQ54              | 18 d'octubre de 2001   | Socorro              | LINEAR                   |
| 373545 | 2001 UP91              | 18 d'octubre de 2001   | Palomar              | NEAT                     |
| 373546 | 2001 UP97              | 17 d'octubre de 2001   | Socorro              | LINEAR                   |
| 373547 | 2001 US113             | 22 d'octubre de 2001   | Socorro              | LINEAR                   |
| 373548 | 2001 UL120             | 22 d'octubre de 2001   | Socorro              | LINEAR                   |
| 373549 | 2001 US143             | 23 d'octubre de 2001   | Socorro              | LINEAR                   |
| 373550 | 2001 UX161             | 23 d'octubre de 2001   | Socorro              | LINEAR                   |
| 373551 | 2001 UC171             | 21 d'octubre de 2001   | Socorro              | LINEAR                   |
| 373552 | 2001 UP222             | 21 d'octubre de 2001   | Kitt Peak            | Spacewatch               |
| 373553 | 2001 UY226             | 24 d'octubre de 2001   | Palomar              | NEAT                     |
| 373554 | 2001 UF227             | 16 d'octubre de 2001   | Palomar              | NEAT                     |
| 373555 | 2001 VE21              | 9 de novembre de 2001  | Socorro              | LINEAR                   |
| 373556 | 2001 VX30              | 9 de novembre de 2001  | Socorro              | LINEAR                   |
| 373557 | 2001 VP95              | 15 de novembre de 2001 | Socorro              | LINEAR                   |
| 373558 | 2001 VE124             | 9 de novembre de 2001  | Socorro              | LINEAR                   |
| 373559 | 2001 WE25              | 17 de novembre de 2001 | Socorro              | LINEAR                   |
| 373560 | 2001 WX27              | 17 de novembre de 2001 | Socorro              | LINEAR                   |
| 373561 | 2001 WG31              | 17 de novembre de 2001 | Socorro              | LINEAR                   |
| 373562 | 2001 WS87              | 19 de novembre de 2001 | Socorro              | LINEAR                   |
| 373563 | 2001 XP6               | 8 de desembre de 2001  | Socorro              | LINEAR                   |
| 373564 | 2001 XY12              | 9 de desembre de 2001  | Socorro              | LINEAR                   |
| 373565 | 2001 XM32              | 7 de desembre de 2001  | Kitt Peak            | Spacewatch               |
| 373566 | 2001 XG57              | 10 de desembre de 2001 | Socorro              | LINEAR                   |
| 373567 | 2001 XT105             | 10 de desembre de 2001 | Socorro              | LINEAR                   |
| 373568 | 2001 XX106             | 20 de novembre de 2001 | Socorro              | LINEAR                   |
| 373569 | 2001 XH204             | 11 de desembre de 2001 | Socorro              | LINEAR                   |
| 373570 | 2001 XP259             | 9 de desembre de 2001  | Anderson Mesa        | LONEOS                   |
| 373571 | 2001 YF5               | 25 de desembre de 2001 | Ametlla de Mar       | J. Nomen                 |
| 373572 | 2001 YA7               | 17 de desembre de 2001 | Socorro              | LINEAR                   |
| 373573 | 2001 YM13              | 21 de novembre de 2001 | Socorro              | LINEAR                   |
| 373574 | 2001 YH51              | 18 de desembre de 2001 | Socorro              | LINEAR                   |
| 373575 | 2001 YP72              | 18 de desembre de 2001 | Socorro              | LINEAR                   |
| 373576 | 2001 YR75              | 18 de desembre de 2001 | Socorro              | LINEAR                   |
| 373577 | 2001 YB85              | 18 de desembre de 2001 | Socorro              | LINEAR                   |
| 373578 | 2001 YU151             | 19 de desembre de 2001 | Socorro              | LINEAR                   |
| 373579 | 2002 AW11              | 9 de gener de 2002     | Socorro              | LINEAR                   |
| 373580 | 2002 AU48              | 9 de gener de 2002     | Socorro              | LINEAR                   |
| 373581 | 2002 AV50              | 9 de gener de 2002     | Socorro              | LINEAR                   |
| 373582 | 2002 AA114             | 9 de gener de 2002     | Socorro              | LINEAR                   |
| 373583 | 2002 AJ137             | 9 de gener de 2002     | Socorro              | LINEAR                   |
| 373584 | 2002 AN174             | 14 de gener de 2002    | Socorro              | LINEAR                   |
| 373585 | 2002 AY174             | 14 de gener de 2002    | Socorro              | LINEAR                   |
| 373586 | 2002 AQ185             | 8 de gener de 2002     | Socorro              | LINEAR                   |
| 373587 | 2002 AL193             | 12 de gener de 2002    | Kitt Peak            | Spacewatch               |
| 373588 | 2002 CE12              | 6 de febrer de 2002    | Socorro              | LINEAR                   |
| 373589 | 2002 CG16              | 7 de febrer de 2002    | Kingsnake            | J. V. McClusky           |
| 373590 | 2002 CP32              | 6 de febrer de 2002    | Socorro              | LINEAR                   |
| 373591 | 2002 CU57              | 7 de febrer de 2002    | Socorro              | LINEAR                   |
| 373592 | 2002 CA59              | 13 de febrer de 2002   | Socorro              | LINEAR                   |
| 373593 | 2002 CN109             | 7 de febrer de 2002    | Socorro              | LINEAR                   |
| 373594 | 2002 CA122             | 7 de febrer de 2002    | Socorro              | LINEAR                   |
| 373595 | 2002 CL123             | 7 de febrer de 2002    | Socorro              | LINEAR                   |
| 373596 | 2002 CP124             | 7 de febrer de 2002    | Socorro              | LINEAR                   |
| 373597 | 2002 CX140             | 8 de febrer de 2002    | Socorro              | LINEAR                   |
| 373598 | 2002 CG149             | 10 de febrer de 2002   | Socorro              | LINEAR                   |
| 373599 | 2002 CB164             | 8 de febrer de 2002    | Socorro              | LINEAR                   |
| 373600 | 2002 CA217             | 10 de febrer de 2002   | Socorro              | LINEAR                   |

## 373601-373700
| Nom    | Designació provisional | Data de descobriment   | Lloc de descobriment | Descobridor/s          |
| ------ | ---------------------- | ---------------------- | -------------------- | ---------------------- |
| 373601 | 2002 CU227             | 6 de febrer de 2002    | Palomar              | NEAT                   |
| 373602 | 2002 CM239             | 11 de febrer de 2002   | Socorro              | LINEAR                 |
| 373603 | 2002 CR241             | 11 de febrer de 2002   | Socorro              | LINEAR                 |
| 373604 | 2002 CP244             | 11 de febrer de 2002   | Socorro              | LINEAR                 |
| 373605 | 2002 CO251             | 3 de febrer de 2002    | Palomar              | NEAT                   |
| 373606 | 2002 CF271             | 8 de febrer de 2002    | Kitt Peak            | M. W. Buie             |
| 373607 | 2002 CZ305             | 4 de febrer de 2002    | Anderson Mesa        | LONEOS                 |
| 373608 | 2002 CG315             | 6 de febrer de 2002    | Palomar              | NEAT                   |
| 373609 | 2002 CJ315             | 7 de febrer de 2002    | Palomar              | NEAT                   |
| 373610 | 2002 DE7               | 19 de febrer de 2002   | Socorro              | LINEAR                 |
| 373611 | 2002 EQ2               | 8 de març de 2002      | Ondrejov             | P. Kusnirak, P. Pravec |
| 373612 | 2002 EU5               | 11 de març de 2002     | Palomar              | NEAT                   |
| 373613 | 2002 ER48              | 12 de març de 2002     | Palomar              | NEAT                   |
| 373614 | 2002 ES73              | 13 de març de 2002     | Socorro              | LINEAR                 |
| 373615 | 2002 EW93              | 14 de març de 2002     | Socorro              | LINEAR                 |
| 373616 | 2002 EU110             | 9 de març de 2002      | Anderson Mesa        | LONEOS                 |
| 373617 | 2002 ER114             | 10 de març de 2002     | Kitt Peak            | Spacewatch             |
| 373618 | 2002 FM                | 17 de març de 2002     | Haleakala            | NEAT                   |
| 373619 | 2002 FA1               | 18 de març de 2002     | Desert Eagle         | W. K. Y. Yeung         |
| 373620 | 2002 GQ4               | 23 de març de 2002     | Socorro              | LINEAR                 |
| 373621 | 2002 GQ6               | 9 d'abril de 2002      | Socorro              | LINEAR                 |
| 373622 | 2002 GG88              | 10 d'abril de 2002     | Socorro              | LINEAR                 |
| 373623 | 2002 GQ161             | 14 d'abril de 2002     | Anderson Mesa        | LONEOS                 |
| 373624 | 2002 GP185             | 8 d'abril de 2002      | Palomar              | NEAT                   |
| 373625 | 2002 JV82              | 2 de maig de 2002      | Anderson Mesa        | LONEOS                 |
| 373626 | 2002 JQ99              | 13 de maig de 2002     | Palomar              | NEAT                   |
| 373627 | 2002 JG147             | 9 de maig de 2002      | Socorro              | LINEAR                 |
| 373628 | 2002 LR31              | 6 de juny de 2002      | Socorro              | LINEAR                 |
| 373629 | 2002 LF58              | 13 de juny de 2002     | Kitt Peak            | Spacewatch             |
| 373630 | 2002 ND55              | 5 de juliol de 2002    | Palomar              | NEAT                   |
| 373631 | 2002 NH58              | 10 de juliol de 2002   | Palomar              | NEAT                   |
| 373632 | 2002 NZ68              | 14 de juliol de 2002   | Palomar              | NEAT                   |
| 373633 | 2002 NA69              | 14 de juliol de 2002   | Palomar              | NEAT                   |
| 373634 | 2002 NJ70              | 3 de juliol de 2002    | Palomar              | NEAT                   |
| 373635 | 2002 OO20              | 18 de juliol de 2002   | Socorro              | LINEAR                 |
| 373636 | 2002 OJ25              | 23 de juliol de 2002   | Palomar              | M. Meyer               |
| 373637 | 2002 OY28              | 29 de juliol de 2002   | Palomar              | NEAT                   |
| 373638 | 2002 OY32              | 29 de juliol de 2002   | Palomar              | NEAT                   |
| 373639 | 2002 PB2               | 5 d'agost de 2002      | Palomar              | NEAT                   |
| 373640 | 2002 PF6               | 2 d'agost de 2002      | Campo Imperatore     | CINEOS                 |
| 373641 | 2002 PJ9               | 5 d'agost de 2002      | Palomar              | NEAT                   |
| 373642 | 2002 PM28              | 6 d'agost de 2002      | Palomar              | NEAT                   |
| 373643 | 2002 PR34              | 2 d'agost de 2002      | Campo Imperatore     | CINEOS                 |
| 373644 | 2002 PU80              | 11 d'agost de 2002     | Palomar              | NEAT                   |
| 373645 | 2002 PS100             | 11 d'agost de 2002     | Palomar              | NEAT                   |
| 373646 | 2002 PT101             | 12 d'agost de 2002     | Socorro              | LINEAR                 |
| 373647 | 2002 PG147             | 9 d'agost de 2002      | Cerro Tololo         | M. W. Buie             |
| 373648 | 2002 PK165             | 8 d'agost de 2002      | Palomar              | A. Lowe                |
| 373649 | 2002 PA172             | 8 d'agost de 2002      | Palomar              | NEAT                   |
| 373650 | 2002 PB172             | 8 d'agost de 2002      | Palomar              | NEAT                   |
| 373651 | 2002 PZ176             | 15 d'agost de 2002     | Palomar              | NEAT                   |
| 373652 | 2002 PR180             | 7 d'agost de 2002      | Palomar              | NEAT                   |
| 373653 | 2002 QD6               | 17 d'agost de 2002     | Socorro              | LINEAR                 |
| 373654 | 2002 QW12              | 26 d'agost de 2002     | Palomar              | NEAT                   |
| 373655 | 2002 QV27              | 28 d'agost de 2002     | Palomar              | NEAT                   |
| 373656 | 2002 QV56              | 29 d'agost de 2002     | Palomar              | S. F. Hoenig           |
| 373657 | 2002 QO62              | 28 d'agost de 2002     | Palomar              | NEAT                   |
| 373658 | 2002 QW66              | 18 d'agost de 2002     | Palomar              | NEAT                   |
| 373659 | 2002 QU67              | 17 d'agost de 2002     | Palomar              | NEAT                   |
| 373660 | 2002 QU69              | 27 d'agost de 2002     | Palomar              | NEAT                   |
| 373661 | 2002 QA70              | 19 d'agost de 2002     | Palomar              | NEAT                   |
| 373662 | 2002 QW73              | 18 d'agost de 2002     | Palomar              | NEAT                   |
| 373663 | 2002 QF80              | 17 d'agost de 2002     | Palomar              | NEAT                   |
| 373664 | 2002 QJ81              | 16 d'agost de 2002     | Palomar              | NEAT                   |
| 373665 | 2002 QP81              | 19 d'agost de 2002     | Palomar              | NEAT                   |
| 373666 | 2002 QY82              | 16 d'agost de 2002     | Palomar              | NEAT                   |
| 373667 | 2002 QX88              | 27 d'agost de 2002     | Palomar              | NEAT                   |
| 373668 | 2002 QS89              | 27 d'agost de 2002     | Palomar              | NEAT                   |
| 373669 | 2002 QL92              | 29 d'agost de 2002     | Palomar              | NEAT                   |
| 373670 | 2002 QC96              | 19 d'agost de 2002     | Palomar              | NEAT                   |
| 373671 | 2002 QB103             | 30 d'agost de 2002     | Palomar              | NEAT                   |
| 373672 | 2002 QE106             | 19 d'agost de 2002     | Palomar              | NEAT                   |
| 373673 | 2002 QM114             | 28 d'agost de 2002     | Palomar              | NEAT                   |
| 373674 | 2002 QE115             | 18 d'agost de 2002     | Palomar              | NEAT                   |
| 373675 | 2002 QY117             | 18 d'agost de 2002     | Palomar              | NEAT                   |
| 373676 | 2002 QE122             | 16 d'agost de 2002     | Palomar              | NEAT                   |
| 373677 | 2002 QC125             | 29 d'agost de 2002     | Palomar              | NEAT                   |
| 373678 | 2002 QG127             | 29 d'agost de 2002     | Palomar              | NEAT                   |
| 373679 | 2002 QQ135             | 30 d'agost de 2002     | Palomar              | NEAT                   |
| 373680 | 2002 QA151             | 10 d'octubre de 1997   | Kitt Peak            | Spacewatch             |
| 373681 | 2002 RJ4               | 3 de setembre de 2002  | Palomar              | NEAT                   |
| 373682 | 2002 RT5               | 3 de setembre de 2002  | Palomar              | NEAT                   |
| 373683 | 2002 RH9               | 4 de setembre de 2002  | Palomar              | NEAT                   |
| 373684 | 2002 RG12              | 4 de setembre de 2002  | Anderson Mesa        | LONEOS                 |
| 373685 | 2002 RB20              | 4 de setembre de 2002  | Anderson Mesa        | LONEOS                 |
| 373686 | 2002 RT31              | 4 de setembre de 2002  | Anderson Mesa        | LONEOS                 |
| 373687 | 2002 RB45              | 5 de setembre de 2002  | Socorro              | LINEAR                 |
| 373688 | 2002 RL68              | 4 de setembre de 2002  | Anderson Mesa        | LONEOS                 |
| 373689 | 2002 RN76              | 5 de setembre de 2002  | Socorro              | LINEAR                 |
| 373690 | 2002 RL78              | 5 de setembre de 2002  | Socorro              | LINEAR                 |
| 373691 | 2002 RT80              | 5 de setembre de 2002  | Socorro              | LINEAR                 |
| 373692 | 2002 RM89              | 5 de setembre de 2002  | Socorro              | LINEAR                 |
| 373693 | 2002 RL114             | 5 de setembre de 2002  | Socorro              | LINEAR                 |
| 373694 | 2002 RC115             | 6 de setembre de 2002  | Socorro              | LINEAR                 |
| 373695 | 2002 RJ117             | 8 de setembre de 2002  | Ondrejov             | P. Pravec, P. Kusnirak |
| 373696 | 2002 RE141             | 10 de setembre de 2002 | Palomar              | NEAT                   |
| 373697 | 2002 RH143             | 11 de setembre de 2002 | Palomar              | NEAT                   |
| 373698 | 2002 RY150             | 12 de setembre de 2002 | Palomar              | NEAT                   |
| 373699 | 2002 RL158             | 11 de setembre de 2002 | Palomar              | NEAT                   |
| 373700 | 2002 RG171             | 13 de setembre de 2002 | Socorro              | LINEAR                 |

## 373701-373800
| Nom    | Designació provisional | Data de descobriment   | Lloc de descobriment | Descobridor/s                        |
| ------ | ---------------------- | ---------------------- | -------------------- | ------------------------------------ |
| 373701 | 2002 RK175             | 13 de setembre de 2002 | Palomar              | NEAT                                 |
| 373702 | 2002 RX197             | 13 de setembre de 2002 | Palomar              | NEAT                                 |
| 373703 | 2002 RS204             | 14 de setembre de 2002 | Palomar              | NEAT                                 |
| 373704 | 2002 RD237             | 15 de setembre de 2002 | Palomar              | R. Matson                            |
| 373705 | 2002 RK237             | 15 de setembre de 2002 | Palomar              | R. Matson                            |
| 373706 | 2002 RY241             | 14 de setembre de 2002 | Palomar              | R. Matson                            |
| 373707 | 2002 RK247             | 15 de setembre de 2002 | Palomar              | NEAT                                 |
| 373708 | 2002 RB249             | 14 de setembre de 2002 | Palomar              | NEAT                                 |
| 373709 | 2002 RZ252             | 14 de setembre de 2002 | Palomar              | NEAT                                 |
| 373710 | 2002 RC256             | 4 de setembre de 2002  | Palomar              | NEAT                                 |
| 373711 | 2002 RL258             | 14 de setembre de 2002 | Palomar              | NEAT                                 |
| 373712 | 2002 RR259             | 15 de setembre de 2002 | Palomar              | NEAT                                 |
| 373713 | 2002 RJ260             | 12 de setembre de 2002 | Palomar              | NEAT                                 |
| 373714 | 2002 RA261             | 10 de setembre de 2002 | Palomar              | NEAT                                 |
| 373715 | 2002 RH267             | 14 de setembre de 2002 | Palomar              | NEAT                                 |
| 373716 | 2002 RE269             | 4 de setembre de 2002  | Palomar              | NEAT                                 |
| 373717 | 2002 RF273             | 14 de setembre de 2002 | Palomar              | NEAT                                 |
| 373718 | 2002 RS276             | 14 de setembre de 2002 | Palomar              | NEAT                                 |
| 373719 | 2002 RX277             | 4 de setembre de 2002  | Palomar              | NEAT                                 |
| 373720 | 2002 RG278             | 1 de setembre de 2002  | Haleakala            | NEAT                                 |
| 373721 | 2002 RV282             | 14 de setembre de 2002 | Palomar              | NEAT                                 |
| 373722 | 2002 SR5               | 27 de setembre de 2002 | Palomar              | NEAT                                 |
| 373723 | 2002 SV12              | 27 de setembre de 2002 | Palomar              | NEAT                                 |
| 373724 | 2002 SW16              | 27 de setembre de 2002 | Palomar              | NEAT                                 |
| 373725 | 2002 SZ22              | 26 de setembre de 2002 | Haleakala            | NEAT                                 |
| 373726 | 2002 SO24              | 28 de setembre de 2002 | Palomar              | NEAT                                 |
| 373727 | 2002 SX29              | 28 de setembre de 2002 | Haleakala            | NEAT                                 |
| 373728 | 2002 SF43              | 28 de setembre de 2002 | Haleakala            | NEAT                                 |
| 373729 | 2002 SM49              | 30 de setembre de 2002 | Socorro              | LINEAR                               |
| 373730 | 2002 SL64              | 16 de setembre de 2002 | Palomar              | NEAT                                 |
| 373731 | 2002 SA69              | 26 de setembre de 2002 | Palomar              | NEAT                                 |
| 373732 | 2002 TC12              | 1 d'octubre de 2002    | Anderson Mesa        | LONEOS                               |
| 373733 | 2002 TS14              | 5 de setembre de 2002  | Xinglong             | Beijing Schmidt CCD Asteroid Program |
| 373734 | 2002 TH19              | 2 d'octubre de 2002    | Socorro              | LINEAR                               |
| 373735 | 2002 TB25              | 2 d'octubre de 2002    | Socorro              | LINEAR                               |
| 373736 | 2002 TQ27              | 2 d'octubre de 2002    | Socorro              | LINEAR                               |
| 373737 | 2002 TF33              | 2 d'octubre de 2002    | Socorro              | LINEAR                               |
| 373738 | 2002 TA35              | 2 d'octubre de 2002    | Socorro              | LINEAR                               |
| 373739 | 2002 TE52              | 8 de setembre de 2002  | Campo Imperatore     | CINEOS                               |
| 373740 | 2002 TY60              | 3 d'octubre de 2002    | Socorro              | LINEAR                               |
| 373741 | 2002 TK67              | 4 d'octubre de 2002    | Palomar              | NEAT                                 |
| 373742 | 2002 TE72              | 3 d'octubre de 2002    | Palomar              | NEAT                                 |
| 373743 | 2002 TH73              | 3 d'octubre de 2002    | Palomar              | NEAT                                 |
| 373744 | 2002 TO74              | 1 d'octubre de 2002    | Anderson Mesa        | LONEOS                               |
| 373745 | 2002 TL84              | 2 d'octubre de 2002    | Haleakala            | NEAT                                 |
| 373746 | 2002 TS85              | 2 d'octubre de 2002    | Campo Imperatore     | CINEOS                               |
| 373747 | 2002 TF94              | 3 d'octubre de 2002    | Socorro              | LINEAR                               |
| 373748 | 2002 TM130             | 4 d'octubre de 2002    | Socorro              | LINEAR                               |
| 373749 | 2002 TN138             | 4 d'octubre de 2002    | Anderson Mesa        | LONEOS                               |
| 373750 | 2002 TW142             | 4 d'octubre de 2002    | Socorro              | LINEAR                               |
| 373751 | 2002 TF143             | 4 d'octubre de 2002    | Socorro              | LINEAR                               |
| 373752 | 2002 TW144             | 2 d'octubre de 2002    | Socorro              | LINEAR                               |
| 373753 | 2002 TK155             | 5 d'octubre de 2002    | Socorro              | LINEAR                               |
| 373754 | 2002 TU164             | 5 d'octubre de 2002    | Palomar              | NEAT                                 |
| 373755 | 2002 TY165             | 3 d'octubre de 2002    | Palomar              | NEAT                                 |
| 373756 | 2002 TF169             | 3 d'octubre de 2002    | Palomar              | NEAT                                 |
| 373757 | 2002 TM169             | 3 d'octubre de 2002    | Palomar              | NEAT                                 |
| 373758 | 2002 TF187             | 4 d'octubre de 2002    | Socorro              | LINEAR                               |
| 373759 | 2002 TS200             | 4 d'octubre de 2002    | Socorro              | LINEAR                               |
| 373760 | 2002 TZ202             | 4 d'octubre de 2002    | Socorro              | LINEAR                               |
| 373761 | 2002 TQ204             | 4 d'octubre de 2002    | Socorro              | LINEAR                               |
| 373762 | 2002 TE211             | 7 d'octubre de 2002    | Socorro              | LINEAR                               |
| 373763 | 2002 TO221             | 6 d'octubre de 2002    | Socorro              | LINEAR                               |
| 373764 | 2002 TF239             | 8 d'octubre de 2002    | Anderson Mesa        | LONEOS                               |
| 373765 | 2002 TW246             | 9 d'octubre de 2002    | Socorro              | LINEAR                               |
| 373766 | 2002 TA247             | 9 d'octubre de 2002    | Kitt Peak            | Spacewatch                           |
| 373767 | 2002 TS247             | 9 d'octubre de 2002    | Socorro              | LINEAR                               |
| 373768 | 2002 TT255             | 9 d'octubre de 2002    | Palomar              | NEAT                                 |
| 373769 | 2002 TE268             | 4 d'octubre de 2002    | Socorro              | LINEAR                               |
| 373770 | 2002 TM273             | 4 d'octubre de 2002    | Socorro              | LINEAR                               |
| 373771 | 2002 TM282             | 10 d'octubre de 2002   | Socorro              | LINEAR                               |
| 373772 | 2002 TJ290             | 10 d'octubre de 2002   | Socorro              | LINEAR                               |
| 373773 | 2002 TR303             | 4 d'octubre de 2002    | Apache Point         | Sloan Digital Sky Survey             |
| 373774 | 2002 TL305             | 4 d'octubre de 2002    | Apache Point         | Sloan Digital Sky Survey             |
| 373775 | 2002 TJ307             | 4 d'octubre de 2002    | Apache Point         | Sloan Digital Sky Survey             |
| 373776 | 2002 TF320             | 5 d'octubre de 2002    | Apache Point         | Sloan Digital Sky Survey             |
| 373777 | 2002 TQ321             | 5 d'octubre de 2002    | Apache Point         | Sloan Digital Sky Survey             |
| 373778 | 2002 TS331             | 5 d'octubre de 2002    | Apache Point         | Sloan Digital Sky Survey             |
| 373779 | 2002 TH336             | 5 d'octubre de 2002    | Apache Point         | Sloan Digital Sky Survey             |
| 373780 | 2002 TK341             | 5 d'octubre de 2002    | Apache Point         | Sloan Digital Sky Survey             |
| 373781 | 2002 TG344             | 5 d'octubre de 2002    | Apache Point         | Sloan Digital Sky Survey             |
| 373782 | 2002 TS346             | 5 d'octubre de 2002    | Apache Point         | Sloan Digital Sky Survey             |
| 373783 | 2002 TG350             | 10 d'octubre de 2002   | Apache Point         | Sloan Digital Sky Survey             |
| 373784 | 2002 TM355             | 10 d'octubre de 2002   | Apache Point         | Sloan Digital Sky Survey             |
| 373785 | 2002 TL356             | 10 d'octubre de 2002   | Apache Point         | Sloan Digital Sky Survey             |
| 373786 | 2002 UU4               | 29 d'octubre de 2002   | Socorro              | LINEAR                               |
| 373787 | 2002 UJ5               | 28 d'octubre de 2002   | Palomar              | NEAT                                 |
| 373788 | 2002 UL20              | 28 d'octubre de 2002   | Haleakala            | NEAT                                 |
| 373789 | 2002 UU32              | 30 d'octubre de 2002   | Kvistaberg           | Uppsala-DLR Asteroid Survey          |
| 373790 | 2002 UQ41              | 31 d'octubre de 2002   | Palomar              | NEAT                                 |
| 373791 | 2002 UJ61              | 30 d'octubre de 2002   | Apache Point         | Sloan Digital Sky Survey             |
| 373792 | 2002 UN61              | 30 d'octubre de 2002   | Apache Point         | Sloan Digital Sky Survey             |
| 373793 | 2002 UB72              | 18 d'octubre de 2002   | Palomar              | NEAT                                 |
| 373794 | 2002 UP72              | 16 d'octubre de 2002   | Palomar              | NEAT                                 |
| 373795 | 2002 UY74              | 31 d'octubre de 2002   | Palomar              | NEAT                                 |
| 373796 | 2002 UP75              | 31 d'octubre de 2002   | Palomar              | NEAT                                 |
| 373797 | 2002 VQ2               | 1 de novembre de 2002  | Palomar              | NEAT                                 |
| 373798 | 2002 VG17              | 5 de novembre de 2002  | Socorro              | LINEAR                               |
| 373799 | 2002 VL29              | 5 de novembre de 2002  | Socorro              | LINEAR                               |
| 373800 | 2002 VU32              | 5 de novembre de 2002  | Socorro              | LINEAR                               |

## 373801-373900
| Nom    | Designació provisional | Data de descobriment   | Lloc de descobriment | Descobridor/s            |
| ------ | ---------------------- | ---------------------- | -------------------- | ------------------------ |
| 373801 | 2002 VA36              | 5 de novembre de 2002  | Kitt Peak            | Spacewatch               |
| 373802 | 2002 VP41              | 5 de novembre de 2002  | Palomar              | NEAT                     |
| 373803 | 2002 VE45              | 5 de novembre de 2002  | Fountain Hills       | Fountain Hills           |
| 373804 | 2002 VY67              | 6 de novembre de 2002  | Kitt Peak            | Spacewatch               |
| 373805 | 2002 VG75              | 7 de novembre de 2002  | Socorro              | LINEAR                   |
| 373806 | 2002 VW92              | 11 de novembre de 2002 | Socorro              | LINEAR                   |
| 373807 | 2002 VW113             | 5 de novembre de 2002  | Socorro              | LINEAR                   |
| 373808 | 2002 VW114             | 11 de novembre de 2002 | Anderson Mesa        | LONEOS                   |
| 373809 | 2002 VZ114             | 11 de novembre de 2002 | Anderson Mesa        | LONEOS                   |
| 373810 | 2002 VV125             | 14 de novembre de 2002 | Nogales              | Tenagra II               |
| 373811 | 2002 VY129             | 9 de novembre de 2002  | Kitt Peak            | M. W. Buie               |
| 373812 | 2002 VC134             | 6 de novembre de 2002  | Socorro              | LINEAR                   |
| 373813 | 2002 VP139             | 5 de novembre de 2002  | Palomar              | NEAT                     |
| 373814 | 2002 VU141             | 15 de novembre de 2002 | Palomar              | NEAT                     |
| 373815 | 2002 VW142             | 5 de novembre de 2002  | Palomar              | NEAT                     |
| 373816 | 2002 WA23              | 23 de novembre de 2002 | Palomar              | NEAT                     |
| 373817 | 2002 WL24              | 16 de novembre de 2002 | Palomar              | NEAT                     |
| 373818 | 2002 WV26              | 22 de novembre de 2002 | Palomar              | NEAT                     |
| 373819 | 2002 WH27              | 23 de novembre de 2002 | Palomar              | NEAT                     |
| 373820 | 2002 WG29              | 22 de novembre de 2002 | Palomar              | NEAT                     |
| 373821 | 2002 XG8               | 2 de desembre de 2002  | Socorro              | LINEAR                   |
| 373822 | 2002 XH8               | 2 de desembre de 2002  | Socorro              | LINEAR                   |
| 373823 | 2002 XJ10              | 2 de desembre de 2002  | Haleakala            | NEAT                     |
| 373824 | 2002 XJ11              | 3 de desembre de 2002  | Palomar              | NEAT                     |
| 373825 | 2002 XD12              | 3 de desembre de 2002  | Palomar              | NEAT                     |
| 373826 | 2002 XP15              | 3 de desembre de 2002  | Palomar              | NEAT                     |
| 373827 | 2002 XD20              | 2 de desembre de 2002  | Socorro              | LINEAR                   |
| 373828 | 2002 XH39              | 9 de desembre de 2002  | Kitt Peak            | Spacewatch               |
| 373829 | 2002 XN50              | 10 de desembre de 2002 | Socorro              | LINEAR                   |
| 373830 | 2002 XC58              | 11 de desembre de 2002 | Socorro              | LINEAR                   |
| 373831 | 2002 XQ72              | 11 de desembre de 2002 | Socorro              | LINEAR                   |
| 373832 | 2002 XO87              | 12 de desembre de 2002 | Palomar              | NEAT                     |
| 373833 | 2002 XY92              | 5 de desembre de 2002  | Socorro              | LINEAR                   |
| 373834 | 2002 XD113             | 6 de desembre de 2002  | Socorro              | LINEAR                   |
| 373835 | 2002 YX15              | 31 de desembre de 2002 | Anderson Mesa        | LONEOS                   |
| 373836 | 2002 YG17              | 31 de desembre de 2002 | Socorro              | LINEAR                   |
| 373837 | 2003 AA65              | 7 de gener de 2003     | Socorro              | LINEAR                   |
| 373838 | 2003 BG30              | 27 de gener de 2003    | Socorro              | LINEAR                   |
| 373839 | 2003 BO45              | 29 de gener de 2003    | Palomar              | NEAT                     |
| 373840 | 2003 EA26              | 6 de març de 2003      | Anderson Mesa        | LONEOS                   |
| 373841 | 2003 ED43              | 10 de març de 2003     | Kitt Peak            | Spacewatch               |
| 373842 | 2003 FT                | 21 de març de 2003     | Costitx              | OAM                      |
| 373843 | 2003 FE67              | 26 de març de 2003     | Palomar              | NEAT                     |
| 373844 | 2003 FE79              | 27 de març de 2003     | Kitt Peak            | Spacewatch               |
| 373845 | 2003 FO82              | 27 de març de 2003     | Palomar              | NEAT                     |
| 373846 | 2003 GN5               | 1 d'abril de 2003      | Socorro              | LINEAR                   |
| 373847 | 2003 GM12              | 27 de febrer de 2003   | Campo Imperatore     | CINEOS                   |
| 373848 | 2003 GU25              | 26 de març de 2003     | Anderson Mesa        | LONEOS                   |
| 373849 | 2003 GD39              | 9 d'abril de 2003      | Kitt Peak            | Spacewatch               |
| 373850 | 2003 HK43              | 29 d'abril de 2003     | Socorro              | LINEAR                   |
| 373851 | 2003 HW43              | 11 d'abril de 2003     | Kitt Peak            | Spacewatch               |
| 373852 | 2003 JD5               | 1 de maig de 2003      | Socorro              | LINEAR                   |
| 373853 | 2003 OP23              | 22 de juliol de 2003   | Campo Imperatore     | CINEOS                   |
| 373854 | 2003 OO33              | 28 de juliol de 2003   | Palomar              | NEAT                     |
| 373855 | 2003 QY6               | 20 d'agost de 2003     | Campo Imperatore     | CINEOS                   |
| 373856 | 2003 QV10              | 23 d'agost de 2003     | Socorro              | LINEAR                   |
| 373857 | 2003 QB19              | 22 d'agost de 2003     | Socorro              | LINEAR                   |
| 373858 | 2003 QV35              | 22 d'agost de 2003     | Palomar              | NEAT                     |
| 373859 | 2003 QW83              | 4 d'agost de 2003      | Kitt Peak            | Spacewatch               |
| 373860 | 2003 QQ101             | 29 d'agost de 2003     | Haleakala            | NEAT                     |
| 373861 | 2003 RO2               | 1 de setembre de 2003  | Socorro              | LINEAR                   |
| 373862 | 2003 RK4               | 2 de setembre de 2003  | Socorro              | LINEAR                   |
| 373863 | 2003 SA2               | 16 de setembre de 2003 | Kitt Peak            | Spacewatch               |
| 373864 | 2003 SO7               | 16 de setembre de 2003 | Kitt Peak            | Spacewatch               |
| 373865 | 2003 SP9               | 17 de setembre de 2003 | Kitt Peak            | Spacewatch               |
| 373866 | 2003 SX23              | 17 de setembre de 2003 | Kitt Peak            | Spacewatch               |
| 373867 | 2003 SG33              | 18 de setembre de 2003 | Piszkesteto          | K. Sarneczky, B. Sipocz  |
| 373868 | 2003 SY40              | 17 de setembre de 2003 | Palomar              | NEAT                     |
| 373869 | 2003 SF49              | 18 de setembre de 2003 | Palomar              | NEAT                     |
| 373870 | 2003 SW51              | 18 de setembre de 2003 | Palomar              | NEAT                     |
| 373871 | 2003 ST53              | 16 de setembre de 2003 | Kitt Peak            | Spacewatch               |
| 373872 | 2003 SN63              | 17 de setembre de 2003 | Kitt Peak            | Spacewatch               |
| 373873 | 2003 SO65              | 18 de setembre de 2003 | Anderson Mesa        | LONEOS                   |
| 373874 | 2003 SL87              | 17 de setembre de 2003 | Socorro              | LINEAR                   |
| 373875 | 2003 SP117             | 16 de setembre de 2003 | Kitt Peak            | Spacewatch               |
| 373876 | 2003 SH124             | 18 de setembre de 2003 | Palomar              | NEAT                     |
| 373877 | 2003 SQ139             | 26 d'agost de 2003     | Socorro              | LINEAR                   |
| 373878 | 2003 SO158             | 23 de setembre de 2003 | Haleakala            | NEAT                     |
| 373879 | 2003 SM174             | 18 de setembre de 2003 | Kitt Peak            | Spacewatch               |
| 373880 | 2003 SD214             | 26 de setembre de 2003 | Desert Eagle         | W. K. Y. Yeung           |
| 373881 | 2003 SU222             | 27 de setembre de 2003 | Socorro              | LINEAR                   |
| 373882 | 2003 SG227             | 27 de setembre de 2003 | Kitt Peak            | Spacewatch               |
| 373883 | 2003 SB234             | 25 de setembre de 2003 | Palomar              | NEAT                     |
| 373884 | 2003 SB247             | 26 de setembre de 2003 | Socorro              | LINEAR                   |
| 373885 | 2003 SA275             | 28 de setembre de 2003 | Anderson Mesa        | LONEOS                   |
| 373886 | 2003 SM301             | 17 de setembre de 2003 | Palomar              | NEAT                     |
| 373887 | 2003 SS306             | 30 de setembre de 2003 | Socorro              | LINEAR                   |
| 373888 | 2003 SA319             | 20 de setembre de 2003 | Kitt Peak            | Spacewatch               |
| 373889 | 2003 SC323             | 16 de setembre de 2003 | Kitt Peak            | Spacewatch               |
| 373890 | 2003 SQ326             | 18 de setembre de 2003 | Kitt Peak            | Spacewatch               |
| 373891 | 2003 SU328             | 21 de setembre de 2003 | Kitt Peak            | Spacewatch               |
| 373892 | 2003 SJ329             | 22 de setembre de 2003 | Palomar              | NEAT                     |
| 373893 | 2003 SG333             | 17 de setembre de 2003 | Kitt Peak            | Spacewatch               |
| 373894 | 2003 SN334             | 26 de setembre de 2003 | Apache Point         | Sloan Digital Sky Survey |
| 373895 | 2003 SM335             | 26 de setembre de 2003 | Apache Point         | Sloan Digital Sky Survey |
| 373896 | 2003 SO338             | 26 de setembre de 2003 | Apache Point         | Sloan Digital Sky Survey |
| 373897 | 2003 TK14              | 15 d'octubre de 2003   | Anderson Mesa        | LONEOS                   |
| 373898 | 2003 TO31              | 1 d'octubre de 2003    | Kitt Peak            | Spacewatch               |
| 373899 | 2003 TS42              | 2 d'octubre de 2003    | Kitt Peak            | Spacewatch               |
| 373900 | 2003 TB55              | 5 d'octubre de 2003    | Kitt Peak            | Spacewatch               |

## 373901-374000
| Nom    | Designació provisional | Data de descobriment   | Lloc de descobriment | Descobridor/s            |
| ------ | ---------------------- | ---------------------- | -------------------- | ------------------------ |
| 373901 | 2003 UP13              | 19 d'octubre de 2003   | Palomar              | NEAT                     |
| 373902 | 2003 UE19              | 20 d'octubre de 2003   | Palomar              | NEAT                     |
| 373903 | 2003 UR23              | 22 d'octubre de 2003   | Kitt Peak            | Spacewatch               |
| 373904 | 2003 UO29              | 24 d'octubre de 2003   | Haleakala            | NEAT                     |
| 373905 | 2003 UC31              | 16 d'octubre de 2003   | Kitt Peak            | Spacewatch               |
| 373906 | 2003 UK36              | 16 d'octubre de 2003   | Palomar              | NEAT                     |
| 373907 | 2003 UE63              | 28 de setembre de 2003 | Anderson Mesa        | LONEOS                   |
| 373908 | 2003 UG75              | 17 d'octubre de 2003   | Anderson Mesa        | LONEOS                   |
| 373909 | 2003 UA77              | 17 d'octubre de 2003   | Kitt Peak            | Spacewatch               |
| 373910 | 2003 UV92              | 20 d'octubre de 2003   | Palomar              | NEAT                     |
| 373911 | 2003 UO106             | 18 d'octubre de 2003   | Palomar              | NEAT                     |
| 373912 | 2003 UT114             | 20 d'octubre de 2003   | Kitt Peak            | Spacewatch               |
| 373913 | 2003 UT125             | 20 d'octubre de 2003   | Kitt Peak            | Spacewatch               |
| 373914 | 2003 UL129             | 18 d'octubre de 2003   | Palomar              | NEAT                     |
| 373915 | 2003 UO129             | 18 d'octubre de 2003   | Palomar              | NEAT                     |
| 373916 | 2003 UC137             | 21 d'octubre de 2003   | Socorro              | LINEAR                   |
| 373917 | 2003 UN158             | 20 d'octubre de 2003   | Kitt Peak            | Spacewatch               |
| 373918 | 2003 UH161             | 21 d'octubre de 2003   | Kitt Peak            | Spacewatch               |
| 373919 | 2003 UN182             | 21 d'octubre de 2003   | Palomar              | NEAT                     |
| 373920 | 2003 UU194             | 20 d'octubre de 2003   | Kitt Peak            | Spacewatch               |
| 373921 | 2003 UH200             | 28 de setembre de 2003 | Kitt Peak            | Spacewatch               |
| 373922 | 2003 UH201             | 21 d'octubre de 2003   | Socorro              | LINEAR                   |
| 373923 | 2003 UN219             | 21 d'octubre de 2003   | Kitt Peak            | Spacewatch               |
| 373924 | 2003 UD227             | 23 d'octubre de 2003   | Kitt Peak            | Spacewatch               |
| 373925 | 2003 UV236             | 28 de setembre de 2003 | Socorro              | LINEAR                   |
| 373926 | 2003 UE243             | 24 d'octubre de 2003   | Socorro              | LINEAR                   |
| 373927 | 2003 UX246             | 24 d'octubre de 2003   | Kitt Peak            | Spacewatch               |
| 373928 | 2003 UD247             | 24 d'octubre de 2003   | Socorro              | LINEAR                   |
| 373929 | 2003 UV248             | 20 d'octubre de 2003   | Kitt Peak            | Spacewatch               |
| 373930 | 2003 UN256             | 25 d'octubre de 2003   | Socorro              | LINEAR                   |
| 373931 | 2003 UT256             | 25 d'octubre de 2003   | Socorro              | LINEAR                   |
| 373932 | 2003 UA286             | 28 de setembre de 2003 | Kitt Peak            | Spacewatch               |
| 373933 | 2003 UP287             | 21 d'octubre de 2003   | Palomar              | NEAT                     |
| 373934 | 2003 UG288             | 23 d'octubre de 2003   | Kitt Peak            | M. W. Buie               |
| 373935 | 2003 UO295             | 16 d'octubre de 2003   | Kitt Peak            | Spacewatch               |
| 373936 | 2003 UV298             | 16 d'octubre de 2003   | Palomar              | NEAT                     |
| 373937 | 2003 UM311             | 28 d'octubre de 2003   | Socorro              | LINEAR                   |
| 373938 | 2003 UM323             | 16 d'octubre de 2003   | Kitt Peak            | Spacewatch               |
| 373939 | 2003 UR329             | 17 d'octubre de 2003   | Apache Point         | Sloan Digital Sky Survey |
| 373940 | 2003 US354             | 19 d'octubre de 2003   | Kitt Peak            | Spacewatch               |
| 373941 | 2003 UL363             | 20 d'octubre de 2003   | Kitt Peak            | Spacewatch               |
| 373942 | 2003 UJ372             | 22 d'octubre de 2003   | Apache Point         | Sloan Digital Sky Survey |
| 373943 | 2003 UJ375             | 22 d'octubre de 2003   | Apache Point         | Sloan Digital Sky Survey |
| 373944 | 2003 UU397             | 22 d'octubre de 2003   | Apache Point         | Sloan Digital Sky Survey |
| 373945 | 2003 UA403             | 23 d'octubre de 2003   | Apache Point         | Sloan Digital Sky Survey |
| 373946 | 2003 UT408             | 23 d'octubre de 2003   | Apache Point         | Sloan Digital Sky Survey |
| 373947 | 2003 VC10              | 14 de novembre de 2003 | Palomar              | NEAT                     |
| 373948 | 2003 WZ                | 16 de novembre de 2003 | Catalina             | CSS                      |
| 373949 | 2003 WW10              | 18 de novembre de 2003 | Palomar              | NEAT                     |
| 373950 | 2003 WT24              | 20 de novembre de 2003 | Socorro              | LINEAR                   |
| 373951 | 2003 WF31              | 18 de novembre de 2003 | Palomar              | NEAT                     |
| 373952 | 2003 WK48              | 18 de novembre de 2003 | Kitt Peak            | Spacewatch               |
| 373953 | 2003 WP61              | 19 de novembre de 2003 | Kitt Peak            | Spacewatch               |
| 373954 | 2003 WN62              | 19 de novembre de 2003 | Kitt Peak            | Spacewatch               |
| 373955 | 2003 WH69              | 19 de novembre de 2003 | Kitt Peak            | Spacewatch               |
| 373956 | 2003 WS76              | 19 de novembre de 2003 | Kitt Peak            | Spacewatch               |
| 373957 | 2003 WK78              | 20 de novembre de 2003 | Socorro              | LINEAR                   |
| 373958 | 2003 WB91              | 28 d'octubre de 2003   | Socorro              | LINEAR                   |
| 373959 | 2003 WB99              | 20 de novembre de 2003 | Socorro              | LINEAR                   |
| 373960 | 2003 WN110             | 20 de novembre de 2003 | Socorro              | LINEAR                   |
| 373961 | 2003 WJ144             | 21 de novembre de 2003 | Socorro              | LINEAR                   |
| 373962 | 2003 WM159             | 29 de novembre de 2003 | Socorro              | LINEAR                   |
| 373963 | 2003 WV182             | 22 de novembre de 2003 | Kitt Peak            | M. W. Buie               |
| 373964 | 2003 WV190             | 16 de novembre de 2003 | Catalina             | CSS                      |
| 373965 | 2003 WD194             | 24 de novembre de 2003 | Kitt Peak            | Spacewatch               |
| 373966 | 2003 XO4               | 1 de desembre de 2003  | Socorro              | LINEAR                   |
| 373967 | 2003 XJ5               | 1 de desembre de 2003  | Kitt Peak            | Spacewatch               |
| 373968 | 2003 XA29              | 1 de desembre de 2003  | Kitt Peak            | Spacewatch               |
| 373969 | 2003 YM4               | 16 de desembre de 2003 | Anderson Mesa        | LONEOS                   |
| 373970 | 2003 YM10              | 17 de desembre de 2003 | Socorro              | LINEAR                   |
| 373971 | 2003 YB48              | 18 de desembre de 2003 | Socorro              | LINEAR                   |
| 373972 | 2003 YK48              | 18 de desembre de 2003 | Socorro              | LINEAR                   |
| 373973 | 2003 YP55              | 19 de desembre de 2003 | Socorro              | LINEAR                   |
| 373974 | 2003 YW79              | 18 de desembre de 2003 | Socorro              | LINEAR                   |
| 373975 | 2003 YW95              | 1 de desembre de 2003  | Socorro              | LINEAR                   |
| 373976 | 2003 YJ99              | 19 de desembre de 2003 | Socorro              | LINEAR                   |
| 373977 | 2003 YP111             | 23 de desembre de 2003 | Socorro              | LINEAR                   |
| 373978 | 2003 YN126             | 27 de desembre de 2003 | Socorro              | LINEAR                   |
| 373979 | 2003 YM132             | 28 de desembre de 2003 | Socorro              | LINEAR                   |
| 373980 | 2003 YQ137             | 27 de desembre de 2003 | Socorro              | LINEAR                   |
| 373981 | 2003 YW141             | 28 de desembre de 2003 | Socorro              | LINEAR                   |
| 373982 | 2003 YZ141             | 28 de desembre de 2003 | Socorro              | LINEAR                   |
| 373983 | 2003 YG160             | 17 de desembre de 2003 | Socorro              | LINEAR                   |
| 373984 | 2003 YE163             | 17 de desembre de 2003 | Socorro              | LINEAR                   |
| 373985 | 2003 YL165             | 17 de desembre de 2003 | Kitt Peak            | Spacewatch               |
| 373986 | 2004 AK                | 11 de gener de 2004    | Wrightwood           | J. W. Young              |
| 373987 | 2004 AG25              | 15 de gener de 2004    | Kitt Peak            | Spacewatch               |
| 373988 | 2004 BU3               | 16 de gener de 2004    | Palomar              | NEAT                     |
| 373989 | 2004 BX9               | 16 de gener de 2004    | Palomar              | NEAT                     |
| 373990 | 2004 BE14              | 17 de gener de 2004    | Palomar              | NEAT                     |
| 373991 | 2004 BB28              | 18 de gener de 2004    | Palomar              | NEAT                     |
| 373992 | 2004 BN31              | 19 de gener de 2004    | Anderson Mesa        | LONEOS                   |
| 373993 | 2004 BP35              | 19 de gener de 2004    | Kitt Peak            | Spacewatch               |
| 373994 | 2004 BW40              | 21 de gener de 2004    | Socorro              | LINEAR                   |
| 373995 | 2004 BZ66              | 24 de gener de 2004    | Socorro              | LINEAR                   |
| 373996 | 2004 BU71              | 23 de gener de 2004    | Socorro              | LINEAR                   |
| 373997 | 2004 BM82              | 27 de gener de 2004    | Anderson Mesa        | LONEOS                   |
| 373998 | 2004 BG92              | 26 de gener de 2004    | Anderson Mesa        | LONEOS                   |
| 373999 | 2004 BS115             | 30 de gener de 2004    | Catalina             | CSS                      |
| 374000 | 2004 BT119             | 30 de gener de 2004    | Catalina             | CSS                      |